# História da China

Territórios aproximados ocupados por diferentes Dinastias, bem como modernos Estados políticos, ao longo da história da China

Os primeiros registros escritos conhecidos da história da China datam de 1250 a.C., da Dinastia Shang. Textos históricos antigos como os Registros do Grande Historiador (c. 100 a.C.) e os Anais do Bambu (296 a.C.) descrevem uma Dinastia Xia (c. 2070–1600 a.C.) antes dos Shang, mas nenhuma escrita é conhecida do período, e os escritos de Shang não indicam a existência da Dinastia Xia. Documentos que datam do século XVI a.C. em diante é que demonstram que aquele país é uma das civilizações mais antigas do mundo com existência contínua. Os estudiosos entendem que a civilização chinesa surgiu em cidades-Estado no vale do rio Amarelo. O ano 221 a.C. costuma ser referido como o momento em que a China foi unificada na forma de um grande reino ou império, apesar de já haver vários estados e Dinastias antes disso. As Dinastias sucessivas desenvolveram sistemas de controle burocrático que permitiriam ao imperador chinês administrar o vasto território que viria a ser conhecido como a China.
A fundação do que hoje se chama a civilização chinesa é marcada pela imposição de um sistema de escrita comum, criado pela Dinastia Qin no século III a.C., e pelo desenvolvimento de uma ideologia estatal baseada no confucionismo, no século II a.C. Politicamente, a China alternou períodos de unidade e fragmentação, sendo conquistada algumas vezes por potências externas, algumas das quais terminaram assimiladas pela população chinesa. Influências culturais e políticas de diversas partes da Ásia, e mais tarde algumas da Europa levadas por ondas sucessivas de imigrantes, fundiram-se para criar a imagem da atual cultura chinesa.

## Pré-história
Na pré-história, a China foi habitada, entre 550 mil a 300 mil anos antes de Cristo, pelo Homo erectus, antepassado do Homo sapiens cujo um dos espécimes mais famoso é o Homem de Pequim, descoberto em 1927 em Zhoukoudian que usava instrumentos de pedra e o fogo. Os primeiros indícios de fogo são de 460 mil anos atrás pelo Homo Erectus, sessenta mil anos depois alimentavam-se de carne, nozes e bagas. Também foram descobertos restos de alimentos de frutos selvagens, especialmente ginginha do rei, juntamente com rebentos de plantas e tubérculos, insetos, répteis, aves, ovos, ratos e grandes mamíferos. Viviam em grutas, em abrigos nos rochedos e acampamentos ao ar livre. Os caçadores-coletores primitivos de 200 mil anos atrás moviam-se de um sítio a outros aproveitando os diversos e diferentes recursos sazonais Entre 200 e 50 mil anos a.C. o Homo sapiens passou a habitar algumas regiões do que hoje conhecemos como China e o mais recente, o Homo Sapiens Sapiens esteve em Zhoukoudian 40 mil anos a.C.. Também esteve no mesmo sítio o Homo Erectus, há meio milhão de anos. Os Homo sapiens fixaram-se no nordeste da China há cerca de 25 mil anos, após a parte mais quente do sul já ter sido explorada.

### Neolítico
No início do período Neolítico, que na China é entre 8000 e 2000 a.C, o clima da Ásia Oriental era tropical. O Norte chinês possuía densas florestas, onde havia crocodilos e elefantes. Descobertas arqueológicas recentes revelaram que várias culturas regionais efetuaram separadamente a transição da recoleção para a produção de alimentos. Nelas incluem-se as culturas de Yangshao no curso médio do rio Amarelo, que cultivava painço e outros cereais a 6500 a.C,  talvez 7000 e também tinha galinhas e porcos, a Dawenkou em Shandong. Os agricultores do norte chinês tinham de enfrentar secas e cheias frequentes, apesar dessas dificuldades a sofisticada cultura da aldeia de Yangshao usava uma forma primitiva de irrigação, estava florescente em 5000 a.C. e tinha 100 casas. A Majiabang no curso inferior do rio Yangzi (Iansequião) e a Dapenkeng ao longo da costa sul e de Taiwan. A cultura Majiabang emergiu no sexto milénio a.C. e caracterizou-se pelo cultivo de arroz, cerca de 6500 a.C., apesar de já o terem aclimatado 1500 anos antes e de se pensar que já era cultivado em 8500 a.C.. A agricultura chinesa tornou-se bem-organizada e intensiva ao longo dos séculos seguintes, especialmente no sul. já possuindo porcos e búfalos aquáticos e pelo uso da cerâmica com motivos gravados por incisão.
Perto da costa chinesa o cultivo de tubérculos como o inhame e o taro foi acompanhado pelo surgimento de alfaias mais complexas para cavar e pintar.

#### Em Hemudu
No sudeste da China, em Hemudu tinha sido descoberta uma povoação neolítica de 5000 a.C.. As descobertas incluem peças de terracota, artigos de madeira e osso e ossadas de porcos e búfalo, havia igualmente apitos feitos com ossos de aves, possivelmente destinados a atrair pássaros a armadilhas. A descoberta com maior importância foi a de que o povo de Hemedu se dedicava à orizicultura.

#### Em Bampo
O sítio arqueológico mais conhecido em Bampo, perto de Xi'an e foi ocupado a partir de 4500 a.C.. até 3750 a.C. Bampo tinha 45 casas, mais ou menos, e os seus habitantes cultivavam painço, possuíam cães e porcos e produziam cerâmica que além de decorada ocasionalmente possuía marcas gravadas.

#### Cerâmica
Como marcas iguais têm sido descobertas em cerâmicas em outros locais da região, foi sugerido que elas não seriam simples marcas de oleiro mas um estágio inicial da criação de caracteres chineses, sugestão algo polémica. Também foram descobertos fragmentos de outro tipo de cerâmica, conhecida como cerâmica de Longshan, descoberta em Chengziyai, no noroeste da província de Shadong. Em vez de ser vermelha e às vezes pintada com representações estilizadas de pássaros e flores como a de Yangshao, não era pintada, era mais delicada e elevada numa base circular ou assente em três pés. O provável é que as duas culturas se desenvolveram isoladamente e que a cultura de Longshan, que se espalhou largamente na Ásia Oriental, se espalhou lentamente até à Planície Central, onde a tradição da cerâmica pintada já começara a esmorecer.

#### Abrigos
Os agricultores iniciais do norte da China construíram aldeamentos semipermanentes, movendo-se quando precisavam de novas terras e voltando mais tarde a seguir da terra recuperar a fertilidade. As casas, em concavidades ou ao nível do solo, redondas ou quadradas, como paredes de taipa e telhados de colmo feitos de camadas canas e argila e hastes de painço, sustentados por traves.

#### Ornamentos de osso
No norte chinês e na Manchúria os primeiros ornamentos pessoais são de cerca de 7500 a.C.. Os caçadores que os criaram faziam agulhas e furadores de ossos de tigre, de leopardo, de urso e de veado e inscreviam desenhos em bocados de chifre. Perfuravam dentes de texugo e de outros animais, fazendo colares com eles, medalhões e brincos.

## História antiga

### Dinastia Xia

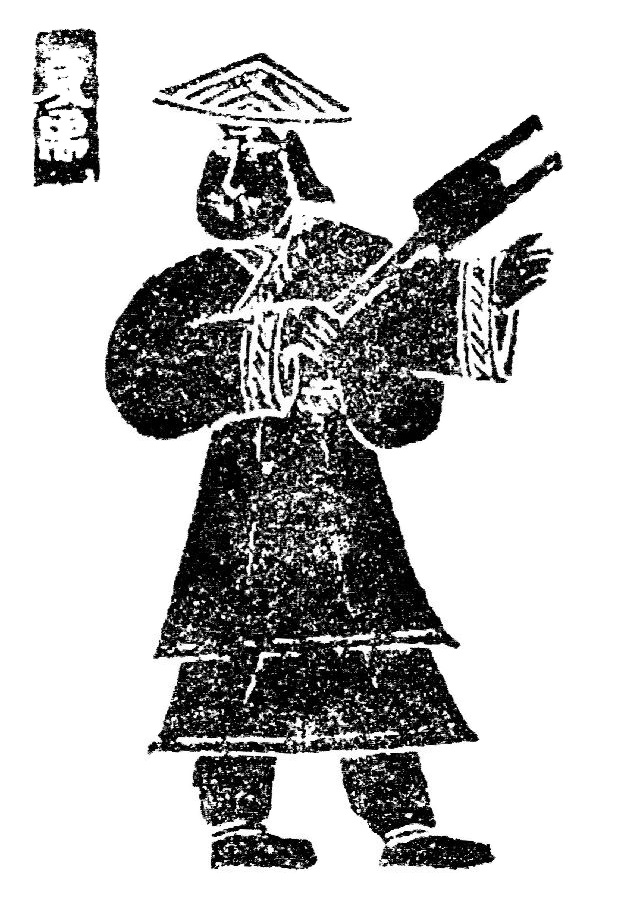
O mitológico rei Yu o Grande.

A Dinastia Xia é algo mítico. A tradição chinesa diz que os humanos têm a sua origem nos parasitas do corpo do criador, Pangu. A seguir ao seu óbito governantes sábios introduziram as invenções e instituições fundamentais da sociedade humana. O primeiro governante chamava-se Fuxi, que domesticou os animais e instituiu o casamento. Depois foi Shennong, que introduziu a agricultura, a medicina e o comércio. Mais tarde veio Huangdi, o Imperador Amarelo, a quem foi atribuída a invenção da escrita, da cerâmica e do calendário. Séculos mais tarde surgiu o imperador Yao que governou sabiamente e introduziu o controle de cheias. O seu feito mais notório foi a sua decisão de não eleger o filho como futuro imperador, por não o considerar digno, mas um sábio humilde de nome Shun. Os reinados de Shun e Yao seriam mais tarde admirados como uma idade dourada. Voltando ao tema, Shun nomeou por sua vez o seu fiel ministro Yu como sucessor. É nesta altura que a pré-história da China se funde com a história. O reinado de Yu teve segundo a tradição início em 2205 a.C., Yu terá alegadamente fundado a Dinastia Xia, a primeira das três Dinastias da China antiga: Xia, Shang e Zhou.
Quando as escavações arqueológicas se iniciaram, na década de 20 do século passado, a visão tradicional da Dinastia Xia foi desafiada e Yu foi reduzido a figura mítica. Mais recentemente, a posição da Dinastia Xia foi restaurada, não como a primeira de uma série de Dinastias mas como o mais poderoso de muitos pequenos estados existentes ao longo do vale do rio Amarelo, coexistindo com os estados Shang e Zhou iniciais. O estado Xia que existiu aproximadamente entre 1900 e 1350 a.C., foi identificado com a localidade de Erlitou, na província de Henan, local onde têm sido escavados edifícios apalaçados e túmulos e os mais antigos receptáculos de bronze até hoje conhecidos foram encontrados. A árvore genealógica dos seus governantes foi mantida nos Shiji, os Registos Históricos compilados por Sima Qian, grande historiador chinês, e futuramente provados por inscrições em ossos oraculares.
Em 1900 a.C. foi o ano das primeiras cidades descobertas na China.
Diz-se que Jie, o último rei da Dinastia, foi um rei corrupto. Ele foi deposto por T'ang, o lider do povo de Shang, localizado mais ao leste.

### Dinastia Shang

Rei Tang de Shang (como imaginado pelo pintor Ma Lin, que viveu durante a Dinastia Song).

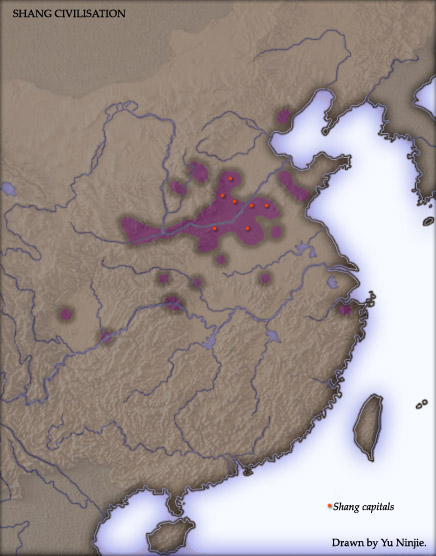
Encontraram-se restos de sociedades avançadas e estratificadas datados da época da Dinastia Shang no vale do rio Amarelo.

O registro mais antigo do passado da China data da Dinastia Shang (ou Chang), possivelmente no século XIII a.C., na forma de inscrições divinatórias em ossos ou carapaças de animais, segundo a tradição chinesa começou em 1766 e acabou em 1122 a.C.
A Dinastia Shang teve uma série de capitais das quais a mais importante era Zhengzhou, capital durante o período inicial e intermédio da Dinastia que tinha uma muralha com cerca de 6,4 km de comprimento e 10 metros de altura que protegia um grande povoado, e Anyang ocupada entre 1300 e 1050 a.C..
As casas e oficinas ali (em Zhengzhou) encontradas indicam que a sociedade Shang era altamente organizada e socialmente estratificada. Nos arredores de Anyang, em Xiaotun, foram descobertos indícios do que teria sido o centro cerimonial e administrativo do estado Shang na sua fase tardia. Em Xibeigang, 3 quilómetros ao norte foram descobertos 11 grandes túmulos cruciformes que podiam pertencer aos 11 monarcas Shang, que segundo os registos existentes teriam reinado em Anyang.

#### Governantes Shang
Os governantes Shang faziam um importante papel cerimonial, mas também se ocupavam da administração do estado e eram servidos por funcionários com funções especializadas. Eram apoiados por vários clãs aristocráticos com os quais tinham relações de parentesco ou de matrimónio. A aristocracia dedicava-se a artes militares e lutava com carros puxados a cavalo. A relação entre os Shang e os clãs era pessoal mas formalizada através de cerimónias de investidura, nos quais o rei podia pedir serviços aos clãs, laborais e militares. Os Shang bem como os seus apoiantes da aristocracia levavam a cabo campanhas agressivas contra os vizinhos, obtendo prisioneiros e saques. Também se expandiam graças a mandatos para a criação de novos povoados e da disponibilização de novas zonas para a agricultura. Com estes meios o estado Shang expandiu-se do seu núcleo territorial junto ao rio amarelo até ao vale do rio Wei até a atual província de Shanxi.

#### Relações dos Shang com outros
Os Shang formaram relações com um estado chamado Shu, o que talvez signifique que uma cultura se desenvolveu de forma independente na província de Sichuan.

#### Economia Shang
A base económica do estado Shang era a agricultura e a sua colheita mais importante era o milhete (ou painço). O clima da planície do norte chinês era então mais tropical e arborizado, necessitando assim de uma grande quantidade de mão de obra para a libertar para a agricultura. Afirma-se muitas vezes, especialmente por historiadores marxistas, como Guo Moruo, que a mão de obra utilizada normalmente era escrava e que a sociedade Shang devia ser considerada como o estágio escravagista da evolução social chinesa. Tal ideia tem sido motivada por indícios de sacrifícios humanos que faziam parte das cerimónias fúnebres da realeza, e por certas inscrições oraculares. Há pouco tempo Jun Li sugeriu que não a maioria da população não era composta por escravos, no sentido de serem comprados e vendidos, e que esta usufruía de liberdade individual. No entanto era obrigada a trabalhos coercivos, como a construção de muralhas e tarefas agrícolas, sendo também recrutada para serviços militares.

#### Fragmentos de ossos oraculares
Muita da informação disponível da sociedade Shang chegou até nós graças a inscrições feitas em omoplatas de bovinos, ou com menos regularidade, em carapaças de tartarugas. Diziam que eram "ossos de dragão" e eram reduzidos a pó para fins medicinais. Foram descobertos mais 200 mil fragmentos dos ossos oraculares em Xiaotun. Os ossos oraculares revelam-nos as mais variadas coisas sobre o estado Shang. Usavam de 3 mil grafemas diferentes e incluíam uma semana de dez dias e um ciclo de 60 dias.

#### Metalurgia chinesa Shang
Os indícios acumulados nos últimos anos apoiam a teoria da descoberta independente da metalurgia na China e da rápida transferência de técnicas cerâmicas para a manufatura de objetos em bronze. A produção e utilização do bronze era controlada pelo rei. A quantidade de objetos encontrados demonstra que a extração de minério e a manufatura de peças constituíam grandes indústrias. Os recipientes Shang iniciais eram fundidos em moldes distintos sendo as várias partes posteriormente unidas. Uma indústria em pequena escala surgiu em Gansu por volta do ano 2000 a.C.. Este método foi a base sobre o qual se desenvolveu a produção de bronze em grande escala.

#### Túmulos
Os reis Shang eram sepultados em grandes túmulos cruciformes, cuja escavação exigia o trabalho de centenas de pessoas. Os cadáveres eram postos em caixões de madeira rodeados por objetos funerários. Nas rampas que conduziam ao fundo do túmulo encontravam-se cadáveres humanos e de cavalos.
No complexo de túmulos em Anyang, onde estão os cemitérios de Xibeigang e Xiaotun, pode-se perceber uma expressão clara da capacidade organizacional da sociedade Shang para fins de sepultamento ritual, assim como expressões da estratificação social da sociedade Shang. Acredita-se, por exemplo, que não apenas o tamanho dos túmulos, mas também seu formato (retangular ou cruciforme), o número de rampas e até mesmo a proximidade para com as tumbas dos reis representavam complexas relações de hierarquização da sociedade Shang. 

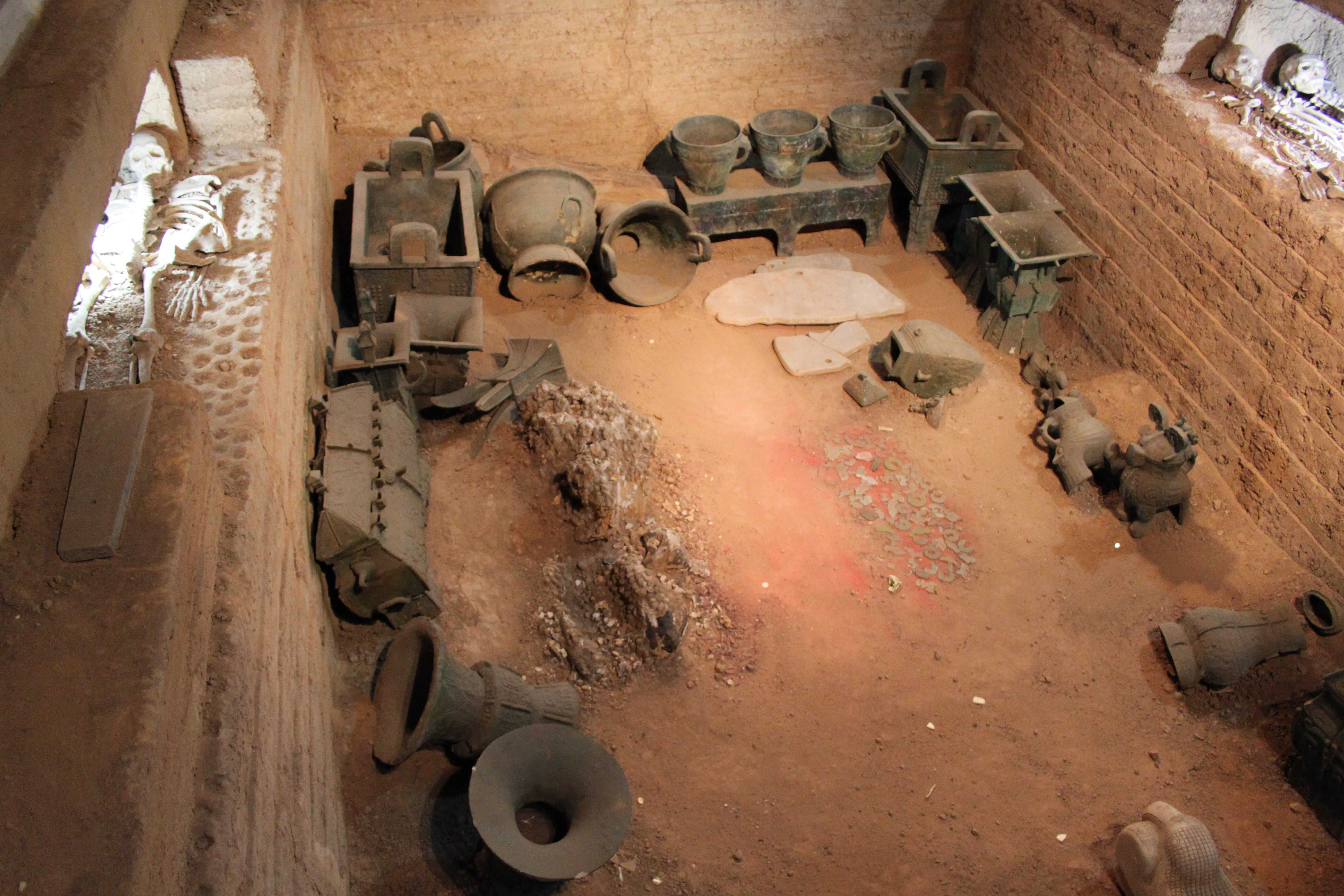
Tumba da esposa do Rei Wu Ding, Fu Hao, em Anyang, ca. 1200 a.C.

Dentre as tumbas encontradas no complexo de Anyang, a que deixou maior vestígio material foi a tumba de Fu Hao, pois foi a única tumba de alguém próximo à realeza que sobreviveu intacta, até 1975, quando foi escavada. A tumba é de uma das eposas do rei Wu Ding. Dentre os objetos encontrados na tumba estavam 195 vasos rituais de bronze, 271 armas, ferramentas e outros objetos com um peso combinado de cerca de 1600 kg, 755 jades, 564 objetos de osso entalhado, 499 presilhas de osso, dois copos de marfim, entre outros objetos.

#### Religião
Graças as provas pode se ter uma ideia da religião Shang. O povo Shang adorava vários deuses, dos quais muitos eram ascendentes da realeza. Outros eram espíritos da Natureza, e ainda outros possivelmente derivassem de mitos populares ou de cultos locais. O culto dos ancestrais era praticado por grande parcela da população e permaneceu uma parte essencial do culto religioso até os tempos modernos. Um estudo recente mostra que Di significava "deuses" coletivamente e apenas com os Zhous surgiria a ideia de um deus principal. Os indícios descobertos nos túmulos mostram-se claro que acreditavam na vida depois da morte, e as perguntas oraculares podem ter sido dirigidas a antepassados falecidos. A corte Shang pode ter sido frequentada por Xamãs e, possivelmente, o próprio rei fosse um líder religioso, de forma similar ao que ocorria com outras civilizações antigas da mesma época, como os reis mesopotâmicos e faraós do Antigo Egito. Se estas opiniões estiverem certas o caráter da religião Shang era muito diferente da abordagem racional das escolas filosóficas que tornariam-se preponderantes durante o período Zhou.
Os historiadores chineses de períodos posteriores habituaram-se à noção de que uma Dinastia sucedia a outra, mas sabe-se que a situação política na China primitiva era muito mais complexa. Alguns acadêmicos sugerem que os xias e os shangs talvez fossem entidades políticas que coexistiram, da mesma maneira que os zhous foram contemporâneos dos shangs.

#### Alimentação
A soja foi introduzida em 1200 a.C..

### Dinastia Zhou

Rei Wu de Zhou (como imaginado pelo pintor Ma Lin, que viveu durante a Dinastia Song).

Segundo a tradição a Dinastia Zhou reinou entre 1122 e 256 a.C.. Este período enorme é divido em Zhou Ocidental, de 1122 a 771 a.C., e Zhou Oriental, estando este ainda subdivido nos períodos de Primavera e Outono, de 771 a 481 a.C., e dos Estados Combatentes, de 481 a 221 a.C..
A capital dos Zhou era perto da atual Xi'an. No apogeu do poder dos Zhou a China chegava tão a norte como a Mongólia.
Na tradição historiográfica chinesa, os líderes de Zhou dissiparam a família Yin (Shang) e legitimaram seu domínio invocando o Mandato do Céu - noção segundo a qual o rei (o " filho do céu ") governava por direito divino, mas a perda do trono indicaria que ele havia perdido o tal direito. O Mandato do Céu estabelecia que os Zhou assumiam ascendência divina (Tian-Huang-Shangdi) sobre a ascendência divina dos Shang (Shangdi). A doutrina explicava e justificava o fim da Dinastia Xia e Dinastia Shang, ao mesmo tempo que dava suporte à legitimidade dos governantes atuais e futuros. A Dinastia Zhou foi fundada pela família Ji e tinha sua capital na cidade de Hao (ou Haojing, próxima da atual Xi'an). Possuindo o mesmo idioma e uma cultura similar à dos Shang, os primeiros reis Zhou, através da conquista e colonização, gradualmente estenderam a cultura chinesa pelas terras bárbaras das Planícies Centrais.
Segundo o Shujing, o Livro dos Documentos a queda dos Shang foi devida aos erros do seu último governante, Zhou.
Resultante da queda dos Shang o Mandato do Céu foi-lhes retirado. O rei Wen passou a ser considerado um expoente de virtude e o seu filho, o rei Wu, venceu os Shang numa batalha num sítio chamado Muye. Os documentos indicam que os Zhou faziam parte uma aliança de oito nações e eles ganharam porque as tropas Shang se revoltaram por causa da crueldade do seu líder. Tudo isto se passou cerca de 1045 a.C., cerca de 80 anos depois da data do costume considerada como a queda dos Shang.
Um pouco mais tarde, possivelmente em 1043 a.C., o rei Wu faleceu, sucedendo-lhe o filho, decisão diferente da adotada na Dinastia Shang, onde a sucessão era feita por um irmão.
Os Zhou tem sido considerados feudais. Na historiografia Ocidental, o período Zhou é usualmente descrito como feudal, pois o descentralizado sistema dos Zhou se assemelhava ao sistema medieval europeu. Entretanto, historiadores debatem acerca do termo feudal, surgido para referir-se a um contexto puramente e especificamente europeu. Portanto, o termo mais apropriado para classificar o sistema político dos Zhou seria da própria língua chinesa: sistema Fengjian. A organização do território era feita com base em estados subordinados, governados por homens eleitos pelo rei, geralmente conselheiros e generais de confiança, e por seus herdeiros. Os estados pagavam tributos à capital, onde o Filho do Céu governava como monarca absoluto. Também deviam fornecer soldados em tempo de guerra. No entanto, toda essa organização existiu de fato apenas durante o Período Zhou Ocidental, após o qual perdeu sua relevância com o declínio do poder real diante dos estados ascendentes.

#### Origem e localização
Muito tempo antes da queda dos Shang, os Zhou apareceram como um estado poderoso a ocidente do principal centro de atividades Shang. A origem do povo Zhou não é clara. Segundo Mêncio, um discípulo de Confúcio, "o rei Wen era um bárbaro ocidental", a teoria que os Zhou teriam origem turca tem ganhado algum apoio. No entanto não há apoios linguísticos que assinalem uma origem distante. Uma teoria mais equilibrada sugere que a sua origem seria o vale do rio Fen, na província de Shanxi, tendo os Zhou migrado mais tarde para o vale do rio Wei, a oeste de Xi'an, na adjacente província de Shanxii. Lá, na proximidade do estado Shang, eles acabaram por adotar muitos aspectos da cultura vizinha, um processo que lhes permitiu adquirir técnicas administrativas que tornou mais fácil a tomada de poder.

### Período das Primaveras e dos Outonos
No século VIII a.C., o poder político tornou-se descentralizado, durante o chamado Período das Primaveras e dos Outonos, cujo nome advém dos Anais das Primaveras e dos Outonos. Naquele período, chefes militares locais empregados pelos Zhous começaram a agir com autonomia e a disputar a hegemonia. A situação agravou-se com a invasão de outros povos a partir de nordeste, como os qins (ou chins), o que forçou os Zhous a mover sua capital a leste, para Luoyang. Isto marca a segunda grande fase da Dinastia Zhou: os Zhous Orientais. Em cada uma das centenas de Estados que vieram a surgir (alguns meros vilarejos com um castelo), potentados locais detinham a maior parte do poder político e sua subserviência aos reis Zhous era apenas nominal. Este período foi marcado por batalhas e anexações entre uns 170 pequenos estados. O lento progresso da nobreza resultou num aumento na alfabetização; o incremento na alfabetização estimulou a liberdade de pensamento e o avanço tecnológico. Este período viu surgir movimentos intelectuais e filosóficos influentes como o confucionismo, o taoísmo, o legalismo e o moísmo, parcialmente como reação às mudanças políticas da época. Para efeito comparativo este período poderia ser comparado com o período das cidades-estados da Grécia Antiga da mesma época, devido a descentralização política e grande desenvolvimento de escolas filosóficas.
À medida que a era continuava, estados maiores e mais poderosos anexavam ou reivindicavam suserania sobre os menores. Por volta do século VI a.C, a maioria dos pequenos estados havia desaparecido e apenas alguns grandes e poderosos principados dominavam a China. Alguns estados do sul, como Chu e Wu, reivindicaram a independência dos Zhou, com seus líderes se autoproclamando reis, o que levou os Zhou a reagirem empreendendo guerras contra alguns deles (Wu e Yue).

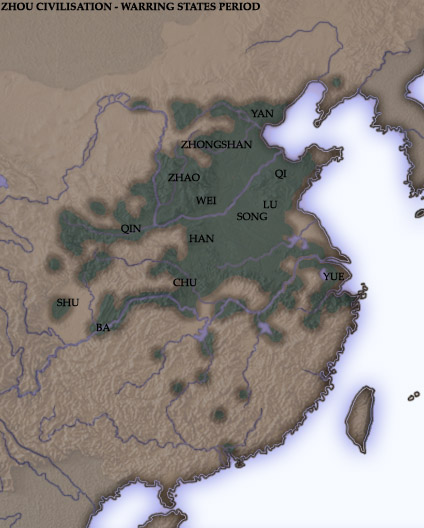
Os Reinos Combatentes.

### Período dos reinos combatentes
Após um processo de consolidação política, restavam, no final do século V a.C., sete Estados proeminentes. A fase durante a qual estas poucas entidades políticas combateram umas contra as outras é conhecida como o Período dos Reinos Combatentes. Durante este período, existiam sete reinos combatentes: Qin, Qi, Zhao, Han, Wei, Chu e Yan. Além desses sete estados principais, outros estados menores sobreviveram no período. Eles incluem: o Território Real do Rei Zhou e os estados de Yue, Zhongshan, Song, Lu, Zheng, Wey, Teng e Zou e no extremo sudoeste, os estados não-Zhou de Ba e Shu. O Reino de Qin acabou por conquistar todos no final do período, ficando a China unificada sob um mesmo governo e o mesmo sistema de escrita e de pesos e medidas.
A figura de um rei zhou continuou a existir até 256 a.C., mas apenas como chefe nominal, sem poderes concretos. A fase final deste período começou durante o reinado de Ying Zheng, rei de Qin. Após lograr a unificação dos outros seis Estados e anexar outros territórios nos atuais Zhejiang, Fujian, Guangdong e Guangxi em 214 a.C., proclamou-se o Primeiro Imperador (Qin Shi Huangdi).

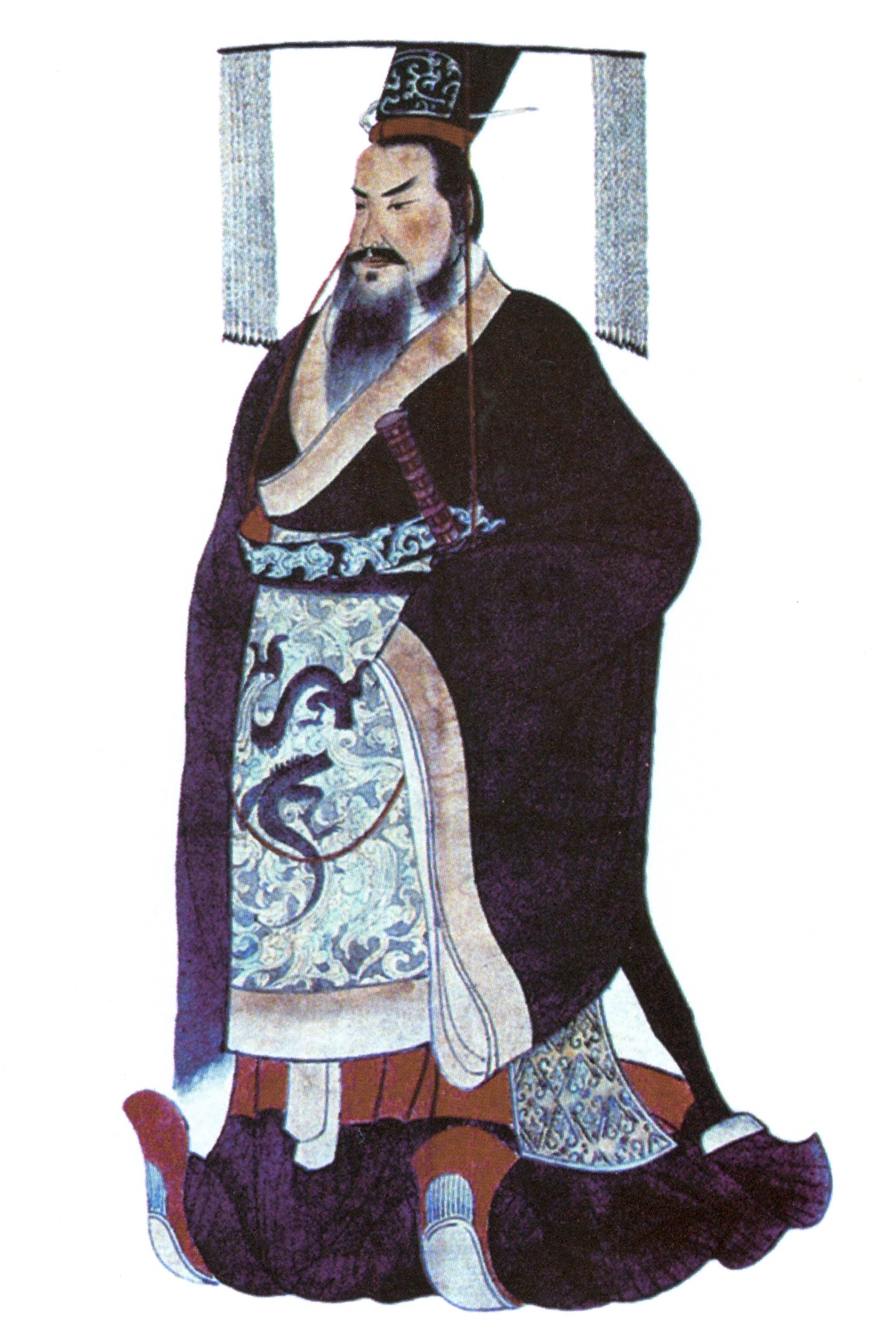
Qin Shihuang, primeiro imperador da China.

## China Imperial

### Dinastia Qin (221 – 206 a.C.)
Os historiadores costumam denominar de China Imperial o período entre o início da Dinastia Qin (também chamada Dinastia Chin) (século III a.C.) e o fim da Dinastia Qing (no começo do século XX). Em 230 d.C., o Estado Qin iniciou as várias campanhas que levaram à unificação da China. Os outros estados formaram alianças para tentarem impedir o seu avanço, e em 227 a.C. houve uma tentativa de assassinato do rei Ying Zheng. Os esforços de resistência fraquejaram e em 221 d.C. o rei Zheng do estado Qin assumiu o título de Qin Shi Huangdi, primeiro imperador da Dinastia Qin. Embora seu reinado sobre uma China unificada tenha durado apenas doze anos, o imperador Qin logrou subjugar grande parte do que se constitui no cerne das terras hans chinesas e uni-las sob um governo altamente centralizado com sede em Xianyang (a atual Xian). A doutrina do legalismo, pela qual se orientava o imperador, enfatizava a observância estrita de um código legal e o poder absoluto do monarca. Tal filosofia, embora muito eficaz para expandir o império pela força, mostrou-se inservível para governar em tempo de paz. Os qins promoveram o silenciamento brutal da oposição política, cuja epítome foi o incidente conhecido como a queima de livros e o sepultamento de acadêmicos (vivos).

A evolução das diferentes Dinastias chinesas ao longo dos séculos no país.

A Dinastia Qin é famosa por ter iniciado a Grande Muralha da China, que foi posteriormente ampliada e aperfeiçoada durante a Dinastia Ming. Incluem-se entre as demais contribuições dos qin a unificação do direito chinês, da linguagem escrita e da moeda da China, bem-vindas após as tribulações dos períodos da Primavera e do Outono e dos Reinos Combatentes. Até mesmo algo tão prosaico como o comprimento dos eixos das carroças teve que ser uniformizado de modo a permitir um sistema comercial viável que abrangesse todo o império.
Muitos autores defendem que a reunificação da China sob um governo burocrático nessa ocasião se deveu em certa medida aos constantes ataques das tribos nômades do norte dirigidos para pilhar os bens da civilização chinesa, que aumentaram consideravelmente a partir do século III a.C..
Com apenas 13 anos o imperador Qin Shi Huangdi ordenou a construção de sua própria tumba, apresentando um complexo tumular embaixo do monte Li a cerca de 25 km de de Xi'an. Nesse complexo é onde está localizado o exército de terracota, composto por três covas, contendo ao todo cerca de 8000 figuras de terracota - originalmente pintadas -, sendo entre estas: soldados, músicos, acrobatas, arqueiros e cavalos em diversos postos hierárquicos. Essas estatuas são de tamanho real apresentando, estando em formação de batalha, possuindo armas reais de bronze. Segundo Sima Qian foram necessários cerca de 700 mil homens para trabalhar nessa construção, sendo entre artesãos e escravos de outras regiões. O sistema burocrático do Estado legalista foi aplicado para a construção do Mausoléu, tendo um controle de qualidade sobre as produções das estatuas. Uma parte da população era alfabetizada, como artesãos, assinando suas obras como uma forma de selo para o controle de qualidade do Estado.
Exatamente pela forma de governo instituída pelos Qin, extremamente centralizada na pessoa do imperador, as coisas deixaram de funcionar com a morte de Zheng em 210 a.C. O sucessor legítimo do primeiro imperador foi assassinado por seu irmão mais jovem. O Segundo Imperador, Qin Er Shi, por sua vez, foi assassinado por um de seus ministros, Li Si em 208 antes de Cristo. Li Si foi morto em 207 a.C., assim como o ministro e o imperador que assumiram posteriormente. A massa campesina e alguns dos antigos nobres, diante dessa situação, participaram de sublevações contra o governo.  Liu Bang (mais conhecido como Gaozu), um funcionário do Império, derrubou o governo da família Ying (Dinastia Qin) e declarou-se imperador sob a Dinastia de Han em 202 a.C..

### Dinastia Han (202 a.C. – 220 d.C.)

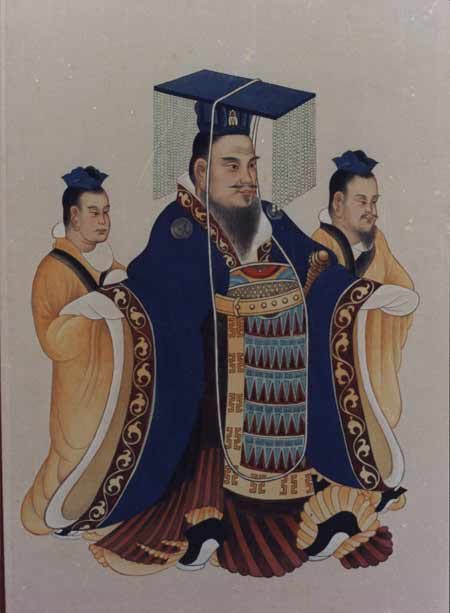
Imperador Wu de Han.

A Dinastia Han emergiu em 202 a.C., como a primeira a adotar a filosofia do confucionismo, que se tornou a base ideológica de todos os regimes chineses até o fim da China Imperial. A Dinastia Han foi governada pela família conhecida como o clã de Liu. Durante esta fase dinástica, a China logrou grandes avanços nas artes e nas ciências. O Imperador Wu consolidou e ampliou o império ao expulsar os xiongnus (que alguns identificam com os hunos) para as estepes do que é hoje a Mongólia Interior, tomando-lhes o território correspondente às atuais províncias de Gansu, Ningxia e Qinghai. Isto permitiu abrir as primeiras ligações comerciais entre a China e o Ocidente: a Rota da Seda.
Durante a Dinastia Han, a China transformou-se oficialmente num estado confucionista e progrediu em questões internas: a agricultura, o artesanato e o comércio floresceram, e a população chegou a 55 milhões. A Dinastia Han foi notável também pela sua aptidão militar. O império expandiu-se para o oeste à bacia do Tarim (na região autónoma moderna de Sinquião), com expedições militares para o oeste, assim como além-Mar Cáspio, tornando possível o tráfego mercantil através da Ásia central, desenvolvendo o comércio inclusive com os romanos. Os trajetos do tráfego vieram a ser conhecidos como "a estrada de seda" porque a rota foi usada para exportar a seda chinesa. Os exércitos chineses também invadiram e anexaram partes da Coreia setentrional (Wiman Joseon) (assim como o estabelecimento de colónias) e o norte do Vietname no final do século II d.C. As fronteiras perto dos territórios periféricos eram frequentemente tensas por possíveis conflitos com outros estados. Para assegurar a paz com os poderes não Chineses, a corte de Han desenvolveu "um sistema tributário mutuamente benéfico". Foi permitido aos estados não chineses permanecer autónomos em troca da aceitação simbólica da autoridade dos Han. Os laços tributários foram confirmados e reforçados.
Entretanto, internamente, as aquisições de terras pelas elites gradualmente causaram uma crise tributária. Em 9 d.C., o usurpador Wang Mang fundou a breve Dinastia Xin ("nova") e deu início a um amplo programa de reformas agrária e econômica. As famílias proprietárias de terras jamais apoiaram as reformas, que favoreciam os camponeses e a pequena nobreza, e a instabilidade causada por sua oposição levou ao caos e a rebeliões. Isso foi agravado pela inundação em massa do rio Amarelo; o acúmulo de lodo fez com que ele se dividisse em dois canais e deslocasse um grande número de agricultores. O usurpador Wang Mang acabou sendo morto no Palácio Weiyang por uma turba camponesa enfurecida em 23 d.C..
O Imperador Guangwu reinstituiu a Dinastia Han, sediada agora em Luoyang, próximo a Xian, com o apoio das famílias proprietárias e mercantis. Alguns denominam este período Dinastia Han Oriental. O poder dos hans declinou em meio a aquisições de terras, invasões e rixas entre clãs consortes (isto é, clãs a que pertenciam a consorte do imperador) e eunucos. Invasões dos homens das estepes, revoltas internas da nobreza e a Rebelião do Turbante Amarelo, protagonizado pelos camponeses, que estalou em 184 d.C, resultou numa era de chefes guerreiros. No caos subsequente, três Estados buscaram a preeminência durante o chamado Período dos Três Reinos.

### Período dos Três Reinos
No século II d.C., o império havia declinado em crises tributária em meio a aquisições de terras pela elite, invasões de povos estrangeiros e disputas entre clãs da nobreza e os eunucos. A Rebelião do Turbante Amarelo eclodiu em 184 d.C., inaugurando uma era de senhores da guerra. Na turbulência que se seguiu, três estados tentaram ganhar predominância no período dos Três Reinos. Este período de tempo foi muito romantizado em obras como Romance dos Três Reinos.
Depois que Cao Cao reunificou o norte em 208, seu filho Cao Pi forçou o Imperador Xian de Han a abdicar, após isso se autoproclamou imperador e inaugurou a Dinastia Wei (liderada pelo clã Cao) em 220. Logo, os rivais de Wei, Shu (liderado pela família imperial deposta, o clã de Liu) e Wu (liderado pelo clã de Sun) proclamaram sua independência, levando a China para o período dos Três Reinos (Wei, Shu e Wu). O termo próprio “três reinos” é um tanto inexpressivo, sendo que cada estado foi dirigido eventualmente por um Imperador que reivindicou a sucessão legítima da Dinastia Han, não por reis. Não obstante o termo tornou-se padrão entre sinologistas e será usado neste artigo. Este período foi caracterizado por uma gradual descentralização do estado que havia existido durante as Dinastias Qin e Han, e um aumento no poder das grandes famílias.
Em 266, a Dinastia Jin (fundada pela família Sima) derrubou a Dinastia Wei e depois reunificou o país em 280, mas essa união durou pouco.

### Dinastia Jin
Embora os três grupos tenham sido temporariamente unificados em 278 pela Dinastia Jin, esta foi severamente enfraquecida por conflitos internos entre príncipes imperiais e perdeu o controle do norte da China depois que colonos chineses não-han se rebelaram e capturaram Luoyang e Chang'an. Em 317, um príncipe Jin em Nanjing tornou-se imperador e continuou a Dinastia, agora conhecida como Jin Oriental, que ocupou o sul da China por mais um século.
O norte da China se fragmentou em uma série de reinos independentes, a maioria dos quais foi fundada por governantes dos povos Xiongnu, Xianbei, Jie, Di e Qiang. Os grupos étnicos não-hans controlavam boa parte do país no início do século IV. Em 303, o povo di revoltou-se, capturou Chengdu e estabeleceu o Estado de Cheng Han. Os xiongnus, chefiados por Liu Yuan, rebelaram-se também e fundaram o Estado de Han Zhao. Seu sucessor, Liu Cong, capturou e executou os dois últimos imperadores jins ocidentais. O Período dos Dezesseis Reinos assistiu a uma pletora de breves Dinastias não-chinesas que, a partir de 303, governaram o norte da China. Os grupos étnicos ali presentes incluíam os ancestrais dos turcos, mongóis e tibetanos. A maioria daqueles povos nômades, relativamente pouco numerosos, já havia sido achinesada muito antes de sua ascensão ao poder. Na verdade, alguns deles, em especial os chiangs e os xiongnus, já habitavam as regiões de fronteira no interior da Grande Muralha desde o final da Dinastia Han, com o consentimento desta. Durante o período dos Dezesseis Reinos, a guerra devastou o norte e provocou migrações de hans em grande escala para a margem sul do YangTzé. O colapso da Dinastia Jin Ocidental e a ascensão de regimes bárbaros na China durante este período se assemelha ao declínio e queda do Império Romano do Ocidente em meio a invasões pelos hunos e tribos germânicas na Europa, que também ocorreram nos séculos IV e V.

### Dinastias do Norte e do Sul
No início do século V a China entrou num período conhecido como as Dinastias do Norte e do Sul, em que os regimes paralelos dominaram as metades norte e sul do país. No sul, os Jin Orientais deram lugar as Dinastias Liu Song (família Liu), Qi Meridional e Liang (ambas governadas pela família Xiao) e finalmente Chen (família Chen). Cada uma dessas Dinastias do sul foi liderada por famílias governantes chinesas Han e usou Jiankang (moderna Nanjing) como a capital. Eles detiveram ataques do norte e preservaram muitos aspectos da civilização chinesa, enquanto os regimes bárbaros do norte começaram a significar.
No norte, o último dos Dezesseis Reinos foi extinto em 439 pelo Reino de Wei, um reino fundado pelos Xianbei, um povo nômade que unificou o norte da China. O Reino de Wei finalmente se dividiu em Wei Oriental e Ocidental, que então se tornou Qi do Norte e o Zhou do Norte. Esses regimes eram dominados pelos xianbei ou chineses han que haviam se casado com famílias xianbei. Durante esse período, a maioria dos Xianbei adotou os sobrenomes Han, levando a completa assimilação dos Han.
Apesar da divisão do país, o budismo se espalhou por toda a terra. No sul da China, debates ferozes sobre se o budismo deveria ser permitido eram realizados com frequência pela corte e pelos nobres reais. No final da era, budistas e taoístas tornaram-se muito mais tolerantes uns com os outro.

### Dinastia Sui: reunificação
A Dinastia Sui (família Yang) logrou reunificar o país em 581, após quase quatro séculos de fragmentação política na qual o norte e o sul se desenvolveram independentemente. Do mesmo modo que os soberanos qin haviam unificado a China após o Período dos Reinos Combatentes, os Suis uniram o país e criaram diversas instituições que terminaram por ser adotadas por seus sucessores, os Tangs.
Fundada pelo imperador Wen em 581 em sucessão ao Zhou do Norte, os Sui conquistaram os Chen em 589 para reunificar a China, encerrando três séculos de divisão política. Os Sui foram pioneiros em muitas novas instituições, incluindo o sistema governamental de Três Departamentos e Seis Ministérios, concursos públicos para selecionar funcionários públicos entre os plebeus, melhorou os sistemas de recrutamento do exército e adotou um sistema de igualdade de distribuição de terras. Essas políticas, que foram adotadas por Dinastias posteriores, trouxeram um enorme crescimento populacional e acumularam riqueza excessiva para o Estado. A cunhagem padronizada foi aplicada em todo o império unificado. O budismo criou raízes como uma religião proeminente e foi apoiado oficialmente. A China era conhecida por seus numerosos projetos de mega construções. Destinado a embarques de grãos e transporte de tropas, o Grande Canal da China foi construído, ligando as capitais Daxing (Chang'an) e Luoyang à região sudeste, e em outra rota, à fronteira nordeste. A Grande Muralha também foi ampliada, enquanto séries de conquistas militares e manobras diplomáticas pacificaram ainda mais suas fronteiras. No entanto, as invasões maciças da Península Coreana durante a Guerra Goguryeo-Sui falharam desastrosamente, provocando revoltas generalizadas que levaram à queda da Dinastia.

### Dinastia Tang: o retorno da prosperidade

Imperador Taizong de Tang.

Em 18 de junho de 618, Gaozu tomou o poder e estabeleceu a Dinastia Tang (família Li). Iniciou-se então uma era de prosperidade e inovações nas artes e na tecnologia. O budismo, que se havia instalado gradualmente na China a partir do século I, tornou-se a religião predominante e foi adotada pela família imperial e pelo povo.
Os Tangs, da mesma forma que os Hans, mantiveram abertas as rotas comerciais para o Ocidente e para o sul; diversos comerciantes estrangeiros fixaram-se na China.
O segundo imperador, Taizong, é amplamente considerado como um dos maiores imperadores da história chinesa, que lançou as bases para a Dinastia florescer durante séculos além de seu reinado. Combinações de conquistas militares e manobras diplomáticas foram implementadas para eliminar ameaças de tribos nômades, estender a fronteira e submeter estados vizinhos a um sistema tributário. As vitórias militares na bacia do Tarim mantiveram a Rota da Seda aberta, ligando Chang'an à Ásia Central e áreas mais a oeste. No sul, rotas lucrativas de comércio marítimo começaram a partir de cidades portuárias como Guangzhou. Houve comércio extensivo com países estrangeiros distantes, e muitos comerciantes estrangeiros se estabeleceram na China, incentivando uma cultura cosmopolita. A cultura Tang e os sistemas sociais foram observados e imitados pelos países vizinhos, mais notavelmente o Japão. Internamente, o Grande Canal ligava o centro político de Chang'an aos centros agrícolas e econômicos nas partes leste e sul do império.
Subjacente à prosperidade da antiga Dinastia Tang havia uma forte burocracia centralizada com políticas eficientes. O governo foi organizado como "Três Departamentos e Seis Ministérios" para elaborar, revisar e implementar políticas separadamente. Esses departamentos eram dirigidos por membros da família imperial, bem como funcionários acadêmicos selecionados por exames imperiais. Essas práticas, que amadureceram na Dinastia Tang, foram continuadas pelas Dinastias posteriores, com algumas modificações.
Sob o "sistema de campo igual" todas as terras eram de propriedade do Imperador e concedidas a pessoas de acordo com o tamanho da casa. Os homens que receberam terras foram recrutados para o serviço militar por um período fixo a cada ano, uma política militar conhecida como "sistema Fubing". Essas políticas estimularam um rápido crescimento da produtividade e um exército significativo sem muita carga para o tesouro do estado. No ponto médio da Dinastia, no entanto, os exércitos permanentes haviam substituído o recrutamento, e a terra caía continuamente nas mãos de proprietários privados
A Dinastia continuou a florescer sob o domínio da imperatriz Wu Zetian, a única imperatriz reinante na história chinesa, e atingiu o seu apogeu durante o longo reinado do imperador Xuanzong, que supervisionou um império que se estendia do Pacífico ao Mar de Aral com pelo menos 50 Milhões de pessoas. Havia criações artísticas e culturais vibrantes, incluindo obras dos maiores poetas chineses, Li Bai e Du Fu.
A partir de cerca de 860, a Dinastia Tang começou a declinar, devido a uma série de rebeliões internas e de revoltas de Estados clientes. Um chefe guerreiro, Huang Chao, capturou Guangzhou em 879 e executou a maioria dos seus 200 000 habitantes. Em 880, Luoyang caiu-lhe nas mãos e, em 881, Changan. O Imperador Xizong fugiu para Chengdu e Huang estabeleceu um governo que, embora posteriormente destruído por forças Tangs, lançou o país num novo período de caos político.
A maioria dos chineses considera a Dinastia Tang (618-907) como o ponto alto da China Medieval, tanto política como culturalmente. O império atingiu seu tamanho máximo antes da Dinastia manchu Qing, tornando-se o centro de um mundo do Leste Asiático ligado por religião, escrita e muitas instituições econômicas e políticas. Além disso, os escritores Tang produzem a melhor poesia na grande tradição lírica da China.

### Cinco Dinastias e dez reinos
Ao interregno entre a Dinastia Tang e a Dinastia Sung, caracterizado pela fragmentação política, dá-se o nome de Período das Cinco Dinastias e dos Dez Reinos. Com duração de pouco mais de meio século, entre 907 e 960, esta fase histórica viu a China tornar-se uma pluralidade de estados. Cinco Dinastias (a saber, Liang, Tang, Jin, Han e Zhou) sucederam-se rapidamente no controle do tradicional coração territorial do país, no norte, enquanto dez regimes mais estáveis ocupavam porções do sul e oeste da China.
Em meio ao caos político no norte, as dezesseis prefeituras estratégicas (região ao longo da Grande Muralha de hoje) foram cedidas à emergente Dinastia Liao, que enfraqueceu drasticamente a defesa da China contra os impérios nômades do norte. Ao sul, o Vietnã conquistou uma independência duradoura depois de ser uma prefeitura chinesa por muitos séculos. Com as guerras dominando o norte da China, houve migrações em massa para o sul do país, o que aumentou ainda mais a mudança para o sul dos centros culturais e econômicos na China. A era terminou com o golpe de Zhao Kuangyin, general dos Zhou, e o estabelecimento da Dinastia Song em 960, que acabou aniquilando os restos dos "Dez Reinos" e reunificou a China.

### Divisão política: os Liaos, os Sungs, os Xias Ocidentais e os Jins

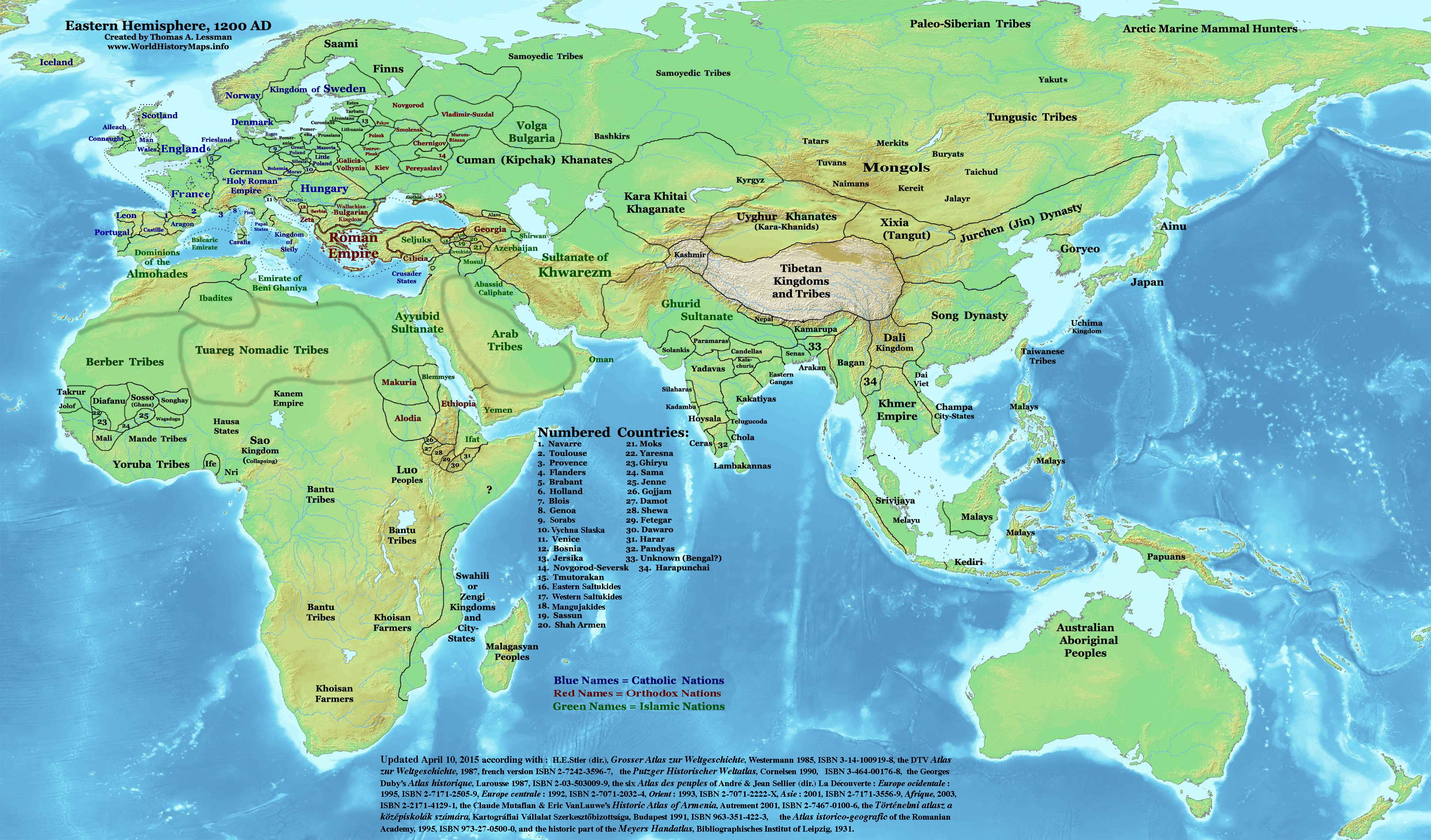
Mapa da Eurásia por volta de 1200, antes das invasões mongóis.

Em 960, a Dinastia Sung (família Zhao) (960–1279) logrou controlar a maior parte da China e escolheu Kaifeng para sua capital, dando início a um período de prosperidade econômica, enquanto que a Dinastia Liao (família Yelu) dos quitais governava a Manchúria e a Mongólia, Enquanto isso, no que hoje são as províncias de Gansu, Shaanxi e Ningxia, no noroeste do país, as tribos Tangut fundaram a Dinastia Xia Ocidental (família Lǐ) de 1032 a 1227. Em 1115, subiu ao poder a Dinastia Jin (1115-1234) (família Waynan), do povo jurchen e, em dez anos, aniquilou a Dinastia Liao. Tomou a China setentrional e Kaifeng das mãos da Dinastia Sung, forçando-a a transferir sua capital para Hangzhou e a reconhecer os Jins como soberanos. A China encontrava-se, então, dividida entre a Dinastia Jin, ao norte, a Dinastia Sung Meridional, ao sul e os Xias Ocidentais, a oeste. Os sungs meridionais passaram por um período de grande desenvolvimento tecnológico, possivelmente devido, em parte, à pressão militar que sofriam na sua fronteira setentrional.
A economia Song, facilitada pelo avanço da tecnologia, atingiu um nível de sofisticação provavelmente nunca visto na história mundial antes de sua época. A população aumentou para mais de 100 milhões e os padrões de vida das pessoas comuns melhoraram tremendamente devido a melhorias no cultivo de arroz e à ampla disponibilidade de carvão para a produção. As capitais de Kaifeng e, posteriormente, Hangzhou foram as cidades mais populosas do mundo para o seu tempo, e encorajaram sociedades civis vibrantes, incomparáveis com Dinastias chinesas anteriores. Embora as rotas de comércio terrestres para o extremo oeste fossem bloqueadas por impérios nômades, havia um extenso comércio marítimo com os estados vizinhos, o que facilitou o uso da moeda Song como moeda de troca. Navios de madeira gigantes equipados com bússolas viajavam pelos mares da China e pelo norte do Oceano Índico. O conceito de seguro era praticado pelos comerciantes para cobrir os riscos de tais embarques marítimos de longa distância. Com prósperas atividades econômicas, a primeira utilização histórica do papel-moeda surgiu na cidade de Chengdu, no oeste, como um complemento às moedas de cobre existentes.
A Dinastia Song também foi um período de grande inovação na história da guerra. A pólvora, embora tenha sido inventada na Dinastia Tang, foi usada pela primeira vez em campos de batalha pelo exército Song, inspirando uma sucessão de novos projetos de armas de fogo e motores de cerco. Durante a Dinastia Song do Sul, como sua sobrevivência dependia decisivamente da proteção do rio Yangtze e Huai contra as forças de cavalaria do norte, a primeira marinha da China foi montada em 1132, com a sede do almirante estabelecida em Dinghai. Navios de guerra com rodas de pás podiam lançar bombas incendiárias feitas de pólvora e cal, como registrado na vitória de Song sobre as forças invasoras Jin na Batalha de Tangdao no Mar da China Oriental, e a Batalha de Caishi no Rio Yangtze em 1161.
Os avanços na civilização durante a Dinastia Song chegaram a um fim abrupto após a devastadora conquista mongol, durante a qual a população diminuiu drasticamente, com uma contração acentuada da economia.

### Os mongóis e a Dinastia Yuan

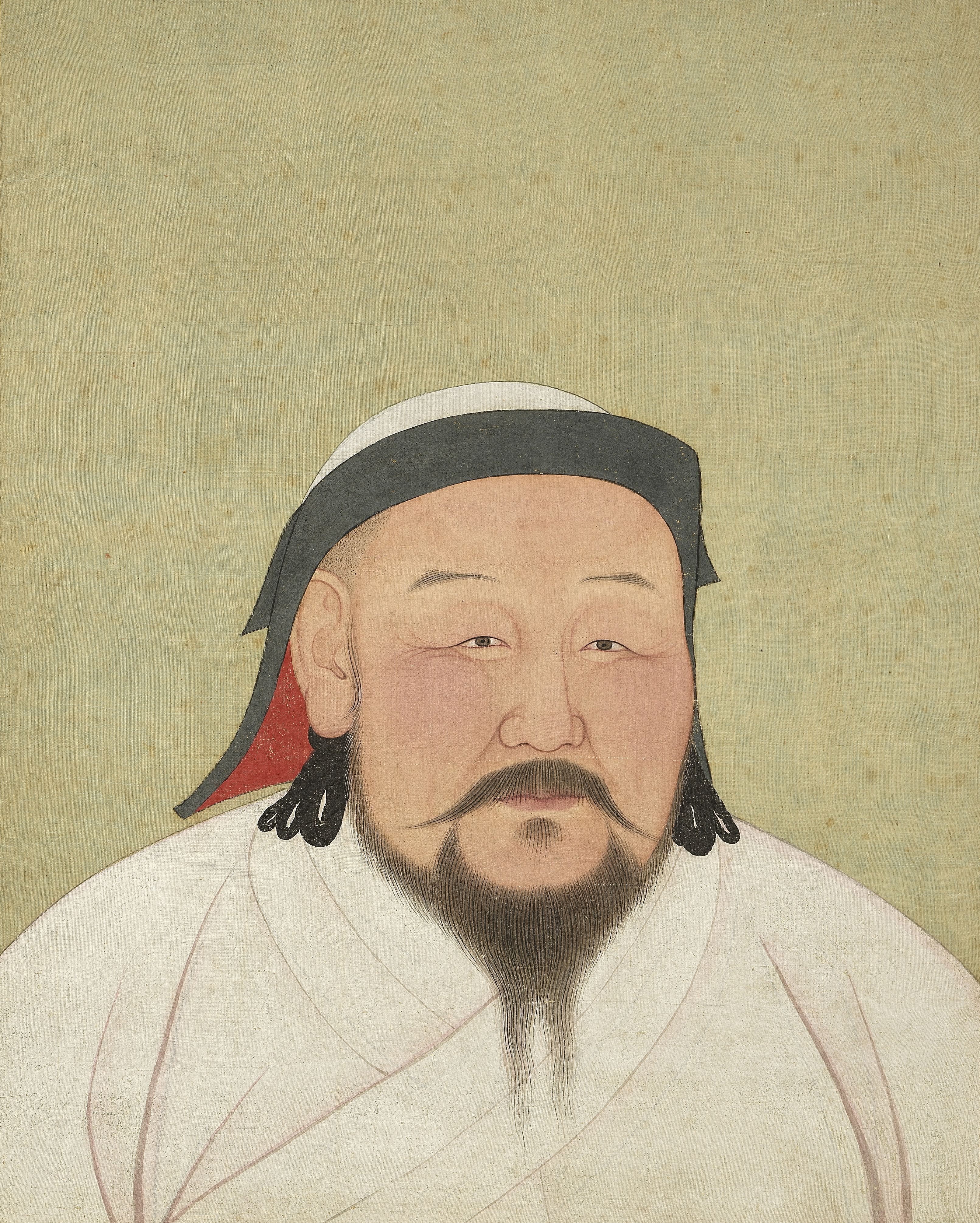
Imperador Cublai Cã.

O Império Jin foi derrotado pelos mongóis, que em seguida subjugaram os sungs meridionais ao cabo de uma guerra longa e cruenta, a primeira na qual as armas de fogo desempenharam um papel importante. Com isto, a China foi mais uma vez unificada, mas agora como parte de um vasto Império Mongol. Neste período, Marco Polo visitou a corte imperial em Pequim. Os mongóis dividiam-se então entre os que preferiam manter sua base nas estepes e aqueles que desejavam adotar os costumes dos chineses hans. Um destes era Cublai Cã, neto de Gêngis Cã e fundador da Dinastia Yuan (clã Borjiguim), a primeira a governar toda a China a partir de Pequim.
A Dinastia também controlava diretamente o coração da Mongólia e outras regiões, herdando a maior parte do território do dividido Império Mongol, que aproximadamente coincidia com a área moderna da China e regiões próximas no leste da Ásia. A expansão posterior do império foi interrompida após derrotas nas invasões do Japão e do Vietnã. Pela primeira e única vez na história, a Rota da Seda foi controlada inteiramente por um único estado, facilitando o fluxo de pessoas, comércio e intercâmbio cultural. Rede de estradas e um sistema postal foram estabelecidos para conectar o vasto império. O comércio marítimo lucrativo, desenvolvido a partir da Dinastia Song anterior, continuou a florescer, com Quanzhou e Hangzhou emergindo como os maiores portos do mundo. A Dinastia Yuan foi a primeira economia antiga, onde o papel-moeda, conhecido na época como Chao, era usado como meio de troca predominante. Sua emissão irrestrita no final da Dinastia Yuan infligiu hiperinflação, que acabou provocando a queda da Dinastia.
Os governantes mongóis posicionaram todos os mongóis no extrato superior da sociedade, conferindo-lhes isenção de impostos e direitos de propriedade. Em seguida vinham os funcionários públicos. Kublai Khan havia abolido a tradição do concurso público para a seleção de chineses para compor o corpo burocrático do Império. A decisão de abolir os concursos teve consequências sociais a longo prazo. Até então, muitos jovens de famílias abastadas esforçavam-se para passar nesses exames, para ter uma vida cômoda na administração. Com a abolição dos concursos, estes jovens passaram a procurar outras saídas profissionais, resultando no crescimento do número de professores e de médicos, por exemplo. Ademais, a supressão dos exames também teve repercussões a nível linguístico. Ao não haver os concursos, deixaram de estudar os textos clássicos, e com isso declinou o conhecimento do chinês clássico, fazendo crescer o uso da língua vernácula como meio escrito.
A ineficiência dos mongóis em operar a máquina administrativa de uma civilização tão antiga e complexa fez com que os mongóis importassem, principalmente, turcos e persas para compor a burocracia imperial, e estes estrangeiros, conhecidos como "os de olhos coloridos", compunham a segunda classe social mais importante. Os chineses nativos, a grande maioria da população, encontravam-se nas classes mais baixas.
Durante toda a Dinastia Yuan, houve algum sentimento geral entre a população contra o domínio mongol. Os fracassados programas econômicos que geraram um esvaziamento do tesouro imperial, aliado às rixas entre os sucessores do Imperador (invariavelmente homens fracos e de competência administrativa duvidosa), assim como a situação servil do povo chinês em suas próprias terras foram o rastilho para o surgimento dos movimentos nacionalistas durante a primeira metade do Século XIV. No entanto, em vez da causa nacionalista, foram principalmente as catástrofes naturais e a governação incompetente que desencadearam revoltas camponesas generalizadas desde a década de 1340. Após o massivo envolvimento naval no Lago Poyang, Zhu Yuanzhang prevaleceu sobre outras forças rebeldes no sul. Ele proclamou-se imperador e fundou a Dinastia Ming em 1368. No mesmo ano, seu exército de expedição do norte capturou a capital Khanbaliq. Os remanescentes de Yuan fugiram de volta para a Mongólia onde continuaram a reinar.

### Dinastia Ming: nova hegemonia dos hans

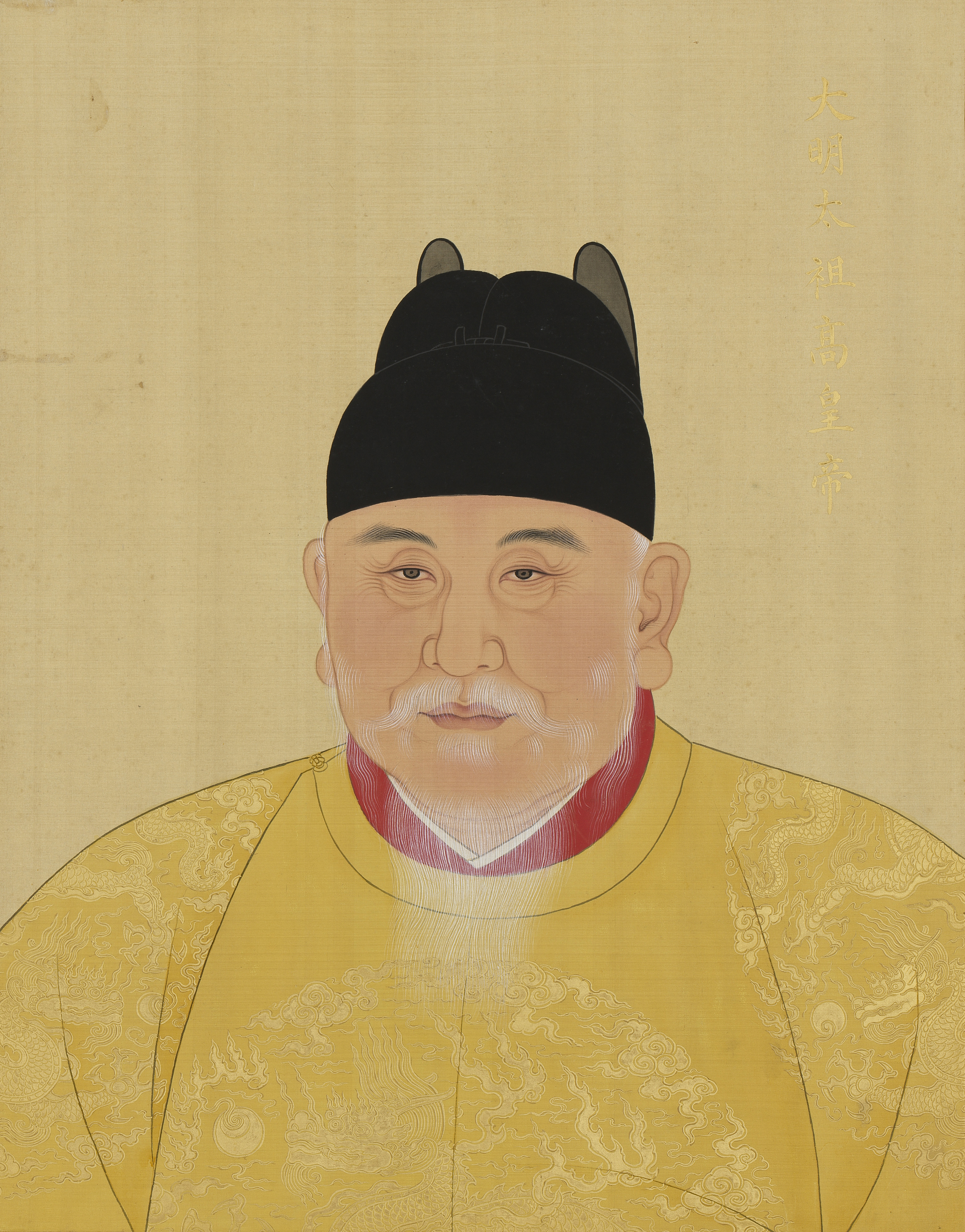
Imperador Hongwo.

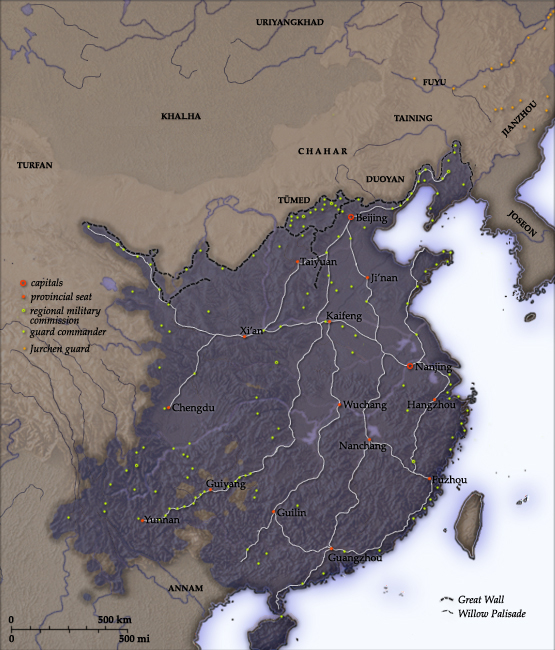
A China sob a Dinastia Ming (em 1580).

O forte sentimento popular hostil ao governo "estrangeiro" levou a rebeliões camponesas que terminaram por repelir os mongóis de volta às estepes e a instituir a Dinastia Ming em 1368.
Durante o governo mongol, a população havia sido reduzida em 30 por cento, para um total estimado em 60 milhões de pessoas (no século XIV, a China sofreu com epidemias de peste negra, estima-se que matou 25 milhões de pessoas, 30% da população da China). Dois séculos depois, a população dobrara de tamanho, o que deu causa a uma maior urbanização e à maior complexidade da divisão do trabalho. Surgiram pequenas indústrias, dedicadas à produção de papel, seda, algodão e porcelana, em especial em grandes centros urbanos como Pequim e Nanquim. Prevaleciam, porém, as pequenas cidades com mercados que comerciavam principalmente alimentos mas também alguns itens manufaturados, como alfinetes e azeite.
Apesar da xenofobia e da introspecção intelectual característica do neo-confucionismo, uma escola crescentemente popular, a China do início da Dinastia Ming não se isolara. O comércio exterior e outros contatos com o mundo externo, em especial com o Japão, cresceram bastante. Mercadores chineses exploraram todo o Oceano Índico e atingiram a África Oriental com as viagens de Zheng He.
Zhu Yuanzhang (ou Hongwu), fundador da Dinastia Ming (família Zhu), lançou as bases de um Estado menos interessado em comércio do que em extrair recursos do setor agrícola. Talvez devido ao passado camponês do imperador, o sistema econômico ming enfatizava a agricultura, ao contrário do que fizeram as Dinastias Sung e Mongol, cujas finanças se baseavam no comércio. As grandes propriedades rurais foram confiscadas pelo governo, divididas e arrendadas. Proibiu-se a escravidão privada, o que fez com que os camponeses com a posse da terra predominassem na agricultura, após a morte do Imperador Yongle. Tais políticas permitiram aliviar a pobreza causada pelos regimes anteriores.
A Dinastia possuía um governo central forte e complexo que unificou o império. O papel do imperador passou a ser mais autocrático, embora Zhu Yuanzhang precisasse lançar mão dos chamados "Grandes Secretários" para auxiliá-lo a lidar com a enorme burocracia, a qual mais tarde causaria o declínio da Dinastia, por impedir o governo de se adaptar às mudanças sociais.
O Imperador Yongle procurou ampliar a influência da China além de suas fronteiras, ao exigir que outros governantes lhe enviassem embaixadores para pagar tributo. Construiu-se uma grande marinha, inclusive navios de quatro mastros com deslocamento de 1 500 t. Criou-se um exército regular de um milhão de homens. As forças chinesas conquistaram parte do que é hoje o Vietnã, enquanto a frota imperial navegava pelos mares da China e o Oceano Índico, chegando até a costa oriental da África. Os chineses estenderam sua influência até o Turquestão. Diversas nações asiáticas pagaram tributo ao imperador. Internamente, o Grande Canal foi ampliado, com impacto positivo sobre o comércio. Produziam-se mais de 100 000 t de ferro por ano. Imprimiam-se livros com o uso da tipografia. O palácio imperial da Cidade Proibida atingiu então ao seu atual esplendor. Durante as Dinastias Ming o mosquete com fecho de mecha era usado na China. Os chineses usavam o termo "arma de pássaro" para se referir aos mosquetes. Enfim, o período Ming parece ter sido um dos mais prósperos para a China. Também foi naquela época que o potencial do sul da China veio a ser totalmente explorado.
O período Ming testemunhou a última ampliação da Grande Muralha da China.

### Dinastia Qing: Domínio Manchu

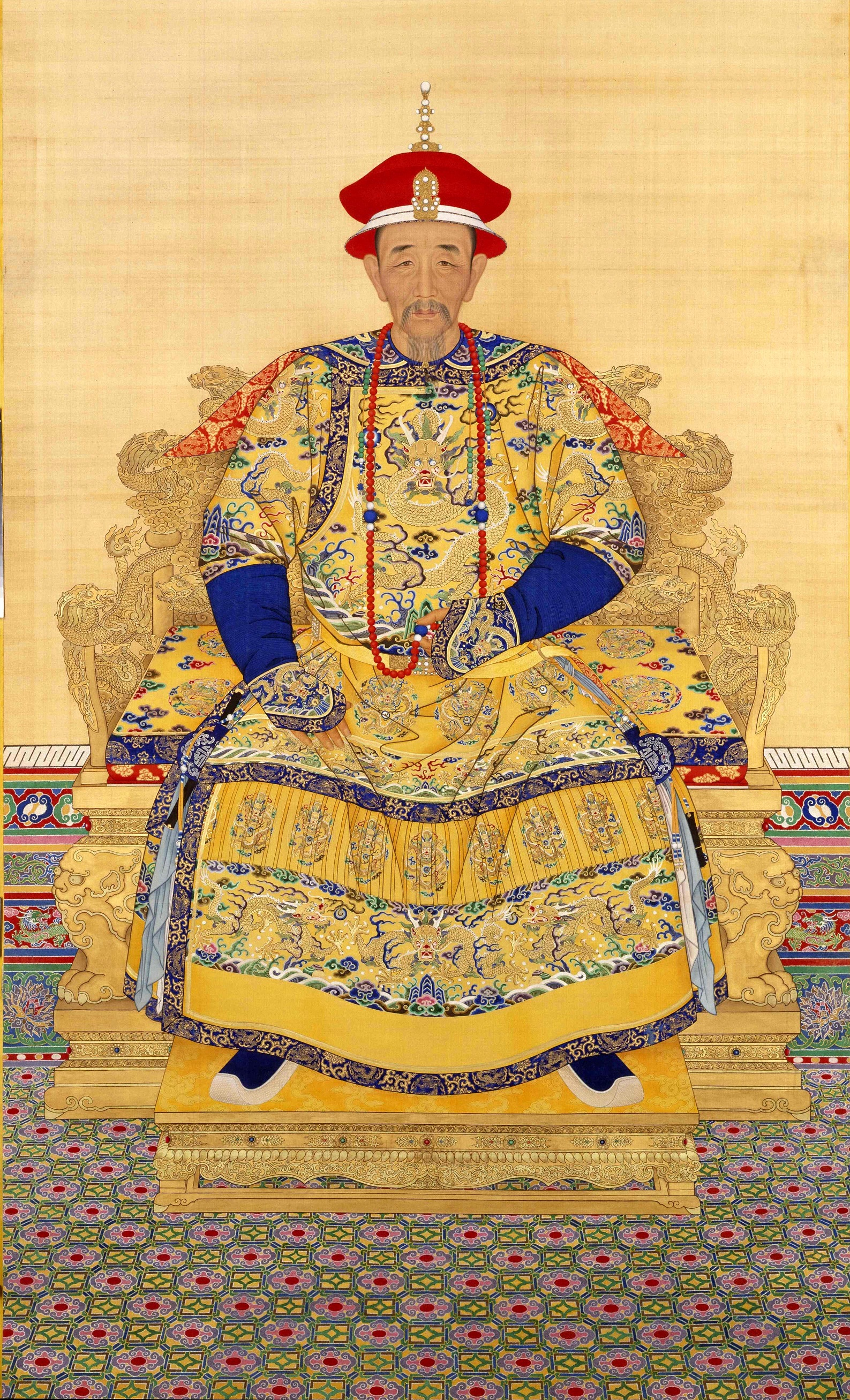
Imperador Kangxi.

A Dinastia Qing (clã Aisin Gioro) (1644–1911) foi fundada após a derrota dos Mings, a última Dinastia han chinesa, pelas mãos dos manchus. Estes, anteriormente conhecidos como jurchens, invadiram a China a partir do norte no final do século XVII. Embora os manchus fossem conquistadores estrangeiros, adotaram rapidamente as tradicionais regras de governo confucianas e terminaram por governar na mesma linha das Dinastias nativas anteriores.
O sistema de governo seguia os princípios da monarquia absoluta. O imperador tinha o poder supremo em todas as coisas temporais e espirituais, mas seu autoritarismo era consideravelmente limitado pelos ministros e outros funcionários da alta de hierarquia que de fato dirigiam o Estado. Pessoa do imperador era sagrada e inviolável. O imperador promulgava as leis, sem entretanto legislar pois todas propostas eram feitas por seus ministros.
Os manchus obrigaram os hans a adotar o seu estilo de penteado e de vestimenta, sob pena de morte.
O Imperador Kangxi ordenou a criação do mais completo dicionário de caracteres chineses até então. Durante o reinado do Imperador Qianlong, compilou-se um catálogo das obras mais importantes sobre cultura chinesa.
Para evitar uma assimilação completa pela sociedade chinesa, os manchus estabeleceram um sistema de "oito estandartes" (ou "bandeiras"), divisões administrativas - oriundas de tradições militares manchus - nas quais as famílias manchus se distribuíam. Os manchus na China empregavam a sua própria língua, mantinham suas tradições, como o tiro com arco e o hipismo, e detinham privilégios econômicos e legais nas cidades chinesas. Os manchus não podiam empreender comércio ou trabalho manual; eles tinham que pedir para serem removidos do status da bandeira. Eles eram considerados uma forma de nobreza e recebiam tratamento preferencial em termos de pensões anuais, terras e loteamentos de roupas.
Entre 1673 e 1681, o Imperador Kangxi suprimiu a Revolta dos Três Feudatórios, uma revolta de três generais no sul da China a quem foi negado o domínio hereditário de grandes feudos concedidos pelo imperador anterior. Em 1683, os Qing realizaram um ataque anfíbio ao sul de Taiwan, derrubando o rebelde Reino de Tungning, que foi fundado em 1662 pelo lealista Ming Koxinga (Zheng Chenggong), após a queda da Dinastia Ming, e que servia como base para o conflito de resistência contínua Ming no sul da China. Os Qing derrotaram os russos em Albazin, resultando no Tratado de Nerchinsk.
Ao longo do meio século seguinte, dominaram completamente o território antes pertencente aos Mings e conquistaram Xinjiang, o Tibete e a Mongólia.
Durante a Dinastia Qing, culturas alimentares estrangeiras, como a batata, foram introduzidas durante o século XVIII em larga escala. Estas culturas, juntamente com a paz generalizada do século 18, encorajou um aumento dramático na população, de aproximadamente 150-200 milhões durante os Ming para mais de 400 milhões durante os Qing. Durante o século XVIII, os mercados continuaram a se expandir como no final do período Ming. Para dar às pessoas mais incentivos para participar do mercado, os Qing reduziram a carga tributária em comparação com os Ming tardios e substituíram o sistema Corvée por um imposto principal usado para contratar trabalhadores. A China continuou a exportar chá, seda e manufaturas, criando uma grande balança comercial favorável com o Ocidente.
Revertendo uma das tendências do Mings, o governo Qing interferiu muito na economia. O monopólio do sal foi restaurado e se tornou uma das maiores fontes de receita para o estado. Os funcionários da Dinastia Qing tentaram desencorajar o cultivo de culturas de rendimento a favor dos cereais. Desconfiados do poder dos comerciantes ricos, os governantes Qing limitavam suas licenças comerciais e geralmente lhes recusavam permissão para abrir novas minas, exceto em áreas pobres. As corporações mercantis proliferaram em todas as cidades chinesas em crescimento e frequentemente adquiriram grande influência social e até mesmo política. Mercadores ricos com conexões oficiais construíram enormes fortunas e patrocinaram a literatura, o teatro e as artes. Produção de tecidos e artesanato cresceu.

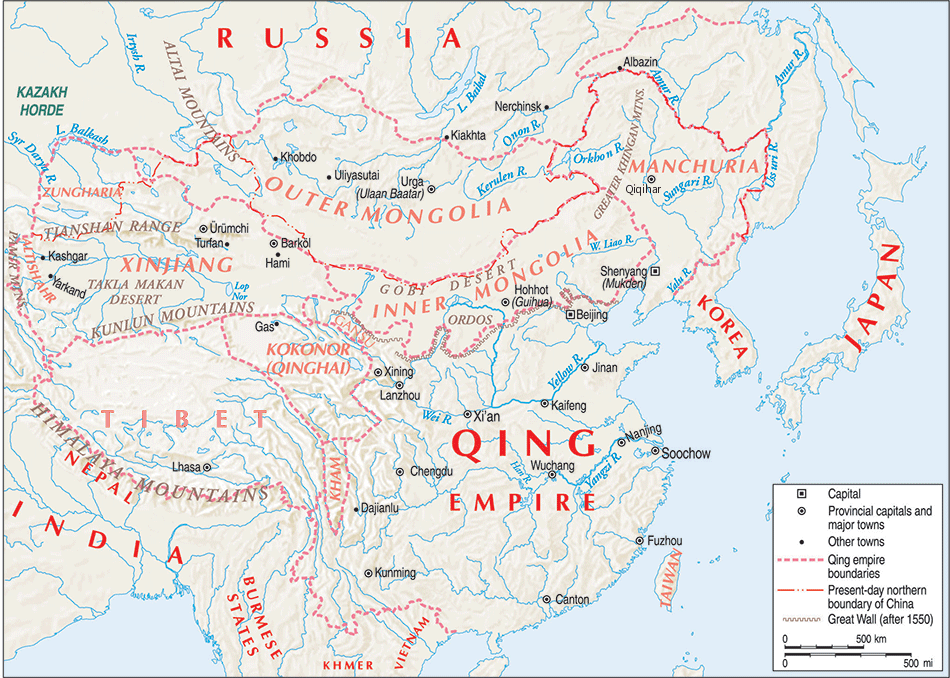
Dinastia Qing (1820).

No final do século XVIII a China dominava mais de um terço da população mundial, possuía a maior economia do mundo e, por área, era um dos maiores impérios de todos os tempos. Porém após a morte do imperador Qianlong a economia chinesa começou a declinar devido a corrupção e desperdício em sua corte e a uma sociedade civil estagnada.
O século XIX testemunhou o enfraquecimento do governo Qing, em meio a grandes conflitos sociais, estagnação econômica e influência e ingerência ocidentais. O interesse britânico em continuar o comércio de ópio com a China colidiu com éditos imperiais que baniam aquela droga viciante, o que levou à Primeira Guerra do Ópio, em 1840. O Reino Unido e outras potências ocidentais, inclusive os Estados Unidos, ocuparam "concessões" à força e ganharam privilégios comerciais. Hong Kong foi cedida aos britânicos em 1842 pelo Tratado de Nanquim. Também ocorreram naquele século a Rebelião Taiping (1851–1864) e o Levante dos Boxers (1899–1901). Em muitos aspectos, as rebeliões e os tratados que os Qings se viram forçados a assinar com potências imperialistas são sintomáticos da incapacidade do governo chinês em reagir adequadamente aos desafios que enfrentava a China no século XIX. Para se ter ideia da estagnação tecnológica da China (o país inventor da pólvora), armas de fecho de mecha ainda estavam sendo usadas por soldados do exército imperial em meados do século XIX, enquanto os europeus já haviam abandonado esta tecnologia em favor da pederneira e estavam começando a utilizar a tecnologia do mecanismo de percussão, com o advento dos cartuchos.
O sistema de estandartes que os Qings haviam confiado por tanto tempo fracassou: as forças imperiais não conseguiram reprimir os rebeldes e o governo convocou autoridades locais nas províncias, que levantaram "Novos Exércitos" (com treinamento e equipamento militar em estilo ocidental), que esmagaram com sucesso os desafios à autoridade Qing. A China Imperial jamais reconstruiu um forte exército central, situação que persistiu após a proclamação da república e até meados do século XX. Muitas autoridades locais tornaram-se senhores da guerra que usavam o poder militar para governar de maneira independente em suas províncias.
A Renda per capita chinesa caiu implacavelmente durante a Dinastia Qing. Em 1620, era aproximadamente a mesma de 980. Em 1840, havia caído quase um terço.

## O declínio da monarquia
As duas Guerras do Ópio e o tráfico daquela droga foram custosos para a Dinastia Qing e o povo chinês. O tesouro imperial quebrou duas vezes, por conta do pagamento de indenizações devidas às guerras e à grande evasão de prata causada pelo tráfico de ópio. A China sofreu duas fomes extremas vinte anos após cada uma das Guerras do Ópio nos anos 1860 e 1880, quando a Dinastia Qing se mostrou incapaz de acudir a população. Tais eventos tiveram um profundo impacto ao desafiar a hegemonia de que os chineses gozavam na Ásia há séculos e mergulharam o país no caos.
Uma vasta revolta, a Rebelião Taiping, fez com que cerca de um terço do país passasse ao controle de um movimento religioso pseudocristão chefiado pelo "Rei Celestial" Hong Xiuquan. Somente ao cabo de catorze anos é que as forças qings lograram destruir o movimento, em 1864. Estima-se que a rebelião teria causado entre vinte e cinquenta milhões de mortos.
Os líderes qing suspeitavam da modernidade e dos avanços sociais e tecnológicos, que viam como ameaças ao seu controle absoluto sobre a China. Por exemplo, a pólvora, que havia sido largamente empregada pelos exércitos das Dinastias Sung e Ming, fora proibida pelos qings ao assumirem o controle do país. Por este e outros motivos, a Dinastia encontrava-se despreparada para lidar com as invasões ocidentais. As potências ocidentais intervieram militarmente para reprimir o caos doméstico, como nos casos da Rebelião Taiping e do Levante dos Boxers.
Nos anos 1860, a Dinastia Qing logrou sufocar revoltas, com enorme custo e perda de vidas. Isto minou a credibilidade do regime qing e contribuiu para o surgimento de senhores da guerra locais. O Imperador Guangxu procurou lidar com a necessidade de modernizar o país por meio do Movimento de Auto-Fortalecimento. O objetivo era modernizar o império, com ênfase primordial no fortalecimento das forças armadas. No entanto, a reforma foi minada por funcionários corruptos, cinismo e brigas dentro da família imperial. A partir de 1898, a Imperatriz regente Cixi manteve Guangxu preso sob a alegação de "deficiência mental", após um golpe militar por ela orquestrado com o apoio da facção conservadora, contrária às reformas. Guangxu faleceu um dia antes da imperatriz regente (segundo alguns, por ela envenenado). Os "novos exércitos" qings (treinados e equipados conforme o modelo ocidental) foram fragorosamente derrotados na Guerra Sino-Francesa (1883–1885) e na Guerra Sino-Japonesa (1894–1895).
No início do século XX, o Levante dos Boxers, um movimento conservador antiimperialista que pretendia fazer o país regressar a um estilo de vida tradicional, ameaçou o norte da China. A imperatriz regente, provavelmente com o fito de garantir o seu controle sobre o governo, apoiou os boxers quando estes avançaram sobre Pequim. Em reação, a chamada Aliança dos Oito Estados invadiu a China. Composta de tropas britânicas, japonesas, russas, italianas, alemãs, francesas, norte-americanas e austro-húngaras, a aliança derrotou os boxers e exigiu mais concessões do governo qing.
Muitos setores da "classe média" chinesa eram a favor de uma necessidade de reformas políticas que permitissem à China conseguir o desenvolvimento econômico e social que havia atingido as potências ocidentais e o Japão. O Japão havia conseguido um desenvolvimento econômico destacado após a restauração Meiji, e muitos intelectuais chineses defendiam a necessidade de que a Dinastia Qing, empreendesse também reformas necessárias para se atingir um modelo de monarquia constitucional, mantendo-se assim a tradição imperial e, ao mesmo tempo, adotando um sistema político moderno, imprescindível para que a China pudesse acompanhar as revoluções industrial e tecnológica, saindo, dessa forma, de seu estado relativamente atrasado. Frente à estas correntes, outros reformadores mais radicais propunham, inclusive, a necessidade de destronar a Dinastia Qing, vista por muitos como uma Dinastia "estrangeira", devido à sua origem manchu, e proclamar uma república

## China Republicana

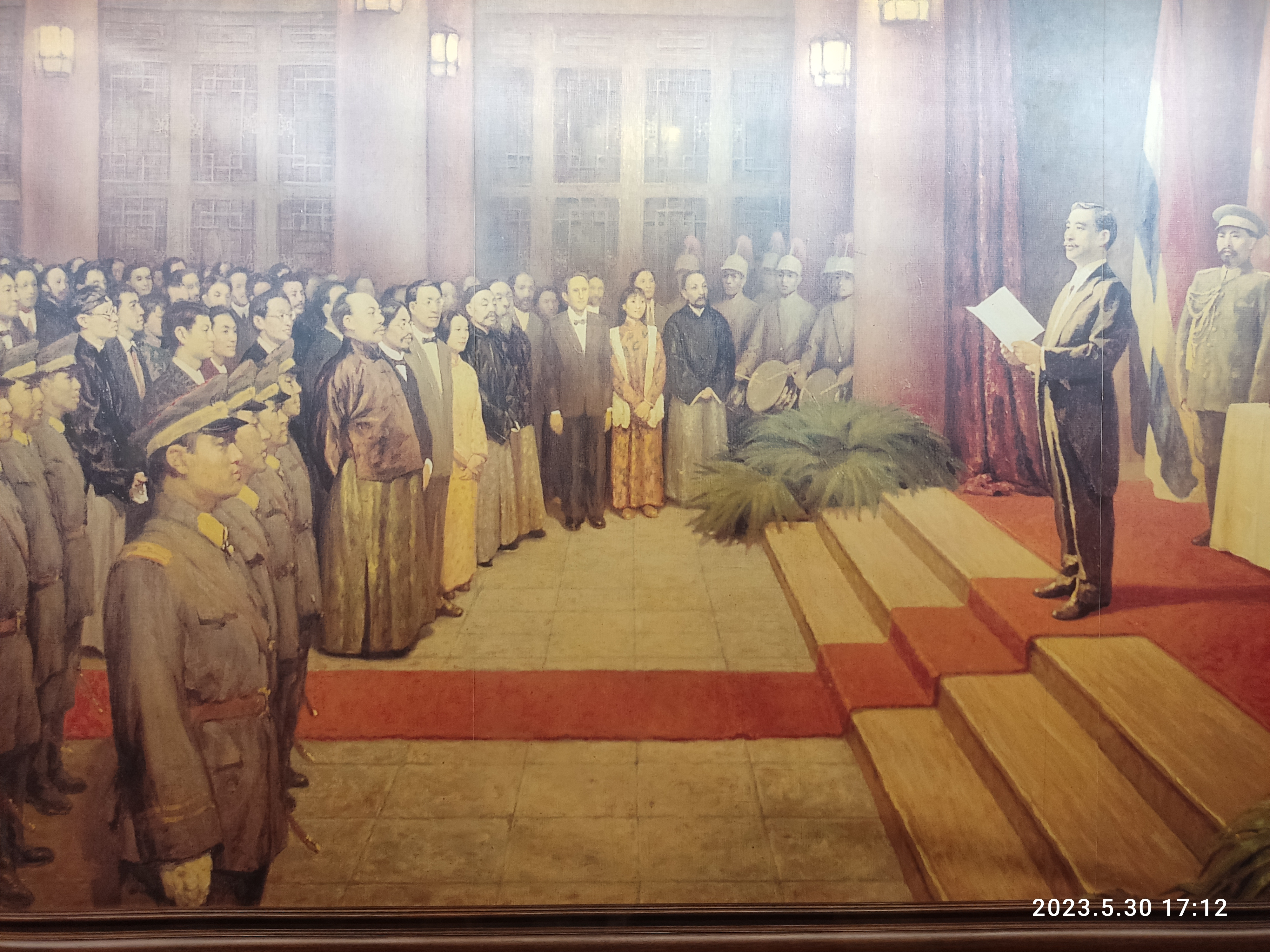
Sun Yat-sen em 1912, formalizou o Kuomintang como um partido, após ser empossado como presidente da China (imagem).

Frustrados com a resistência da corte qing em reformar o país e a fraqueza da China, jovens funcionários, oficiais militares e estudantes - inspirados nas ideias revolucionárias de Sun Yat-sen - começaram a defender a derrubada da Dinastia Qing e a proclamação da república. Um levante militar, conhecido como Revolta de Wuchang, iniciou-se em 10 de outubro de 1911 em Wuhan, após soldados do Novo Exército (tropas chinesas treinadas e equipadas à maneira ocidental) serem descobertos de estarem planejando um levante, que culminou com o evento sendo adiantado e formalizando a queda do controle monarquico sobre a província de Hubei. Isto levou à formação de um governo provisório da República da China após a queda da cidade de Nanquim em 2 de Dezembro de 1911, Em 28 de Dezembro daquele mesmo ano, a recém criada Assembléia Nacional daria inicio a Eleições Presidenciais Provisórias de 1911 e Sun Yat-sen foi o primeiro a assumir a presidência. Yat-sen, na meia-noite do primeiro dia do ano, em 1º de Janeiro de 1912, formalizou a criação do governo provisório da República da China, e mais tarde em público, Proclamou a República da China. Apesar disso, a Dinastia Qing continuava a resistir ao norte, sob o gabinete do primeiro-ministro  Yuan Shikai, que comandava o Novo Exército, que posteriormente ficou conhecido como Exército de Beiyang, e como parte do acordo para a abdicação do último monarca da Dinastia, Sun Yat-sen deveria entregar a presidencia para Yuan Shikai, em troca, ele forçaria o imperador a renunciar. Em 12 de março de 1912, Shikai assumiu efetivamente a presidência e moveu a capital para Pequim, onde aboliu as assembleias nacional e Provinciais, entregou o controle destas para os seus generais, do Exército de Beiyang; estas manobras politicas resultaram na Segunda Revolução, liderada por sun Yat-sen e seu recém fundado partido, o Partido Nacionalista da China, e mais tarde declarou-se imperador em 1915, que tece como efeito a Guerra de Proteção Nacional. Suas ambições imperiais encontraram forte oposição por parte de seus subordinados, de modo que terminou por abdicar, morrendo em 1916 e deixando um vácuo de poder na China. Com o governo republicano em frangalhos, o país passou a ser administrado por coligações variáveis de chefes militares provinciais, que haviam sido designados por Shikai anteriormente como governadores, dando ínicio ao Governo dos Senhores da Guerra, mais conhecido por Governo de Beiyang (nome originário do Exército de Yuan Shikai, Exército de Beiyang, mencionado anteriormente). Em 1917, o Partido Nacionalista deu ínicio ao Movimento de Proteção Constitucional, também designado pela historiografia chinesa como Terceira Revolução, que criou ao sul da China um governo paralelo de cunho revolucionário, o Governo da República da China em Guangzhou, sediado em Cantão (Guangzhou), que foi sucedido pelo Reduto Nacionalista da República da China em 1925. Um evento pouco notado, ocorrido em 1919 - o Movimento do Quatro de Maio -, haveria de ter repercussões a longo prazo para o restante da história da China no século XX e teve início como uma resposta ao que teria sido um insulto imposto à China pelo Tratado de Versalhes, que encerrara a Primeira Guerra Mundial, mas tornou-se um movimento de protesto contra a situação interna do país. Entre os intelectuais chineses, a adoção de ideias mais radicais seguiu-se ao descrédito da filosofia liberal ocidental, o que resultaria no conflito irreconciliável entre a esquerda e a direita na China que dominaria a história do país pelo restante do século.

### Década de 1920
Na década de 1920, Sun Yat-sen estabeleceu uma base revolucionária no sul da China e lançou-se à unificação de seu fragmentado país (como mencionado anteriormente): O Partido nacionalista deu ínicio em 1924 ao seu 1.º Congresso Nacional do Kuomintang, que teve como participante também o Partido Comunista da China, que a época era integrado ao partido nacionalista e possuía auxílio da União Soviética (recém estabelecida por Vladimir Lenin). Após a sua morte por câncer em 1925, se irrompeu uma rivalidade entre as facções do Partido Nacionalista da China, a Esquerda do partido nacionalista, apoiada pelo partido comunista, era liderada por Wang Jingwei e Lin Sen, enquanto a direita era liderada por Chiang Kai-shek, que após as 4ª e 5ª sessões do 2.º Congresso Nacional do Kuomintang, havia sido apontado como o novo líder do partido, vulgo, Secretário-Geral do Kuomintang, o que não foi bem recebido pela ala esquerda. Kai-Shek logrou reunir sob seu governo a maior parte do sul e do centro da China numa campanha militar conhecida como a Expedição do Norte. Após derrotar os senhores da guerra daquelas regiões e dissolver em Dezembro de 1928 o Governo de Beiyang, Chiang obteve a fidelidade nominal dos líderes do norte após a Reunificação chinesa de 1928. Em 1927, voltou-se contra o partido comunista e expurgou os exércitos comunistas em Xangai, após estes desobedecerem ordens de Chiang, no episódio que ficou conhecido como Massacre de Xangai de 1927; Com a expedição do norte, a sede do governo nacionalista foi movido de Guangzhou (Cantão) para Wuhan em Dezembro de 1926, e após o massacre de Xangai, a capital da República da China foi estabelecida, pela primeira vez novamente desde 1912, em Abril de 1927 como Nanquim. Todavia, após o massacre em Xangai, a ala esquerda do partido nacionalista não quis se mover para Nanquim, expulsou Chiang Kai-Shek do partido nacionalista no que ficou conhecido como Governo Nacional de Wuhan. Em resposta a isso, Chaing apenas moveu suas tropas para Nanquim e se restabeleceu por lá, até 1927, quando ocorre o Golpe de Wuhan e os comunistas e esquerdistas do partido nacionalista são expurgados pela segunda vez. Irritados com a liderança de Chiang, o Partido comunista iniciou, em 1º de Agosto de 1927, a Revolta de Nanchang, dando ínicio a Guerra Civil Chinesa; As forças comunistas foram derrotadas pelo Exército Revolucionário e formaram a República Soviética da China em 1931, até as tropas do PCC empreenderam a Longa Marcha em 1934, através da região mais inóspita da China a noroeste, onde estabeleceram uma base guerrilheira em Yan'an, na província de Shanxi. Durante a Longa Marcha, os comunistas reorganizaram-se sob um novo chefe, Mao Tse-tung, e com auxilio politico e militar de Zhou Enlai e Zhu De, isto após a queda de Chen Duxiu na liderança do partido comunista da China.

### Década de 1930
Seguindo a Expedição do Norte e a formação de um novo governo da república da China, se dá inicio a Década de Nanquim, também chamado como a Década de Ouro, um período colocado como próspero para a China e de crescimento econômico e social. Se inicia em Abril de 1927, com a captura de Nanquim pelos nacionalistas e finaliza com a invasão japonesa a China em 1937, dando um tempo, quase, exato de 10 anos. Neste periodo a economia chinesa teve um crescimento devido ao boicote da população após os eventos de 1919, que parou após a invasão da manchúria, região industrializada da China, pelo Japão. Outra caracteristica deste periodo são os "incidentes", que são pequenas crises ou conflitos que ocorreram entre diferentes facções, sejam do governo, ou dos senhores da guerra e do Japão, como por exemplo o Incidente da Ponte Marco Polo em 1937 ou o Incidente Huanggutun em 1928, que culminou na morte do senhor da guerra Zhang Zuolin.

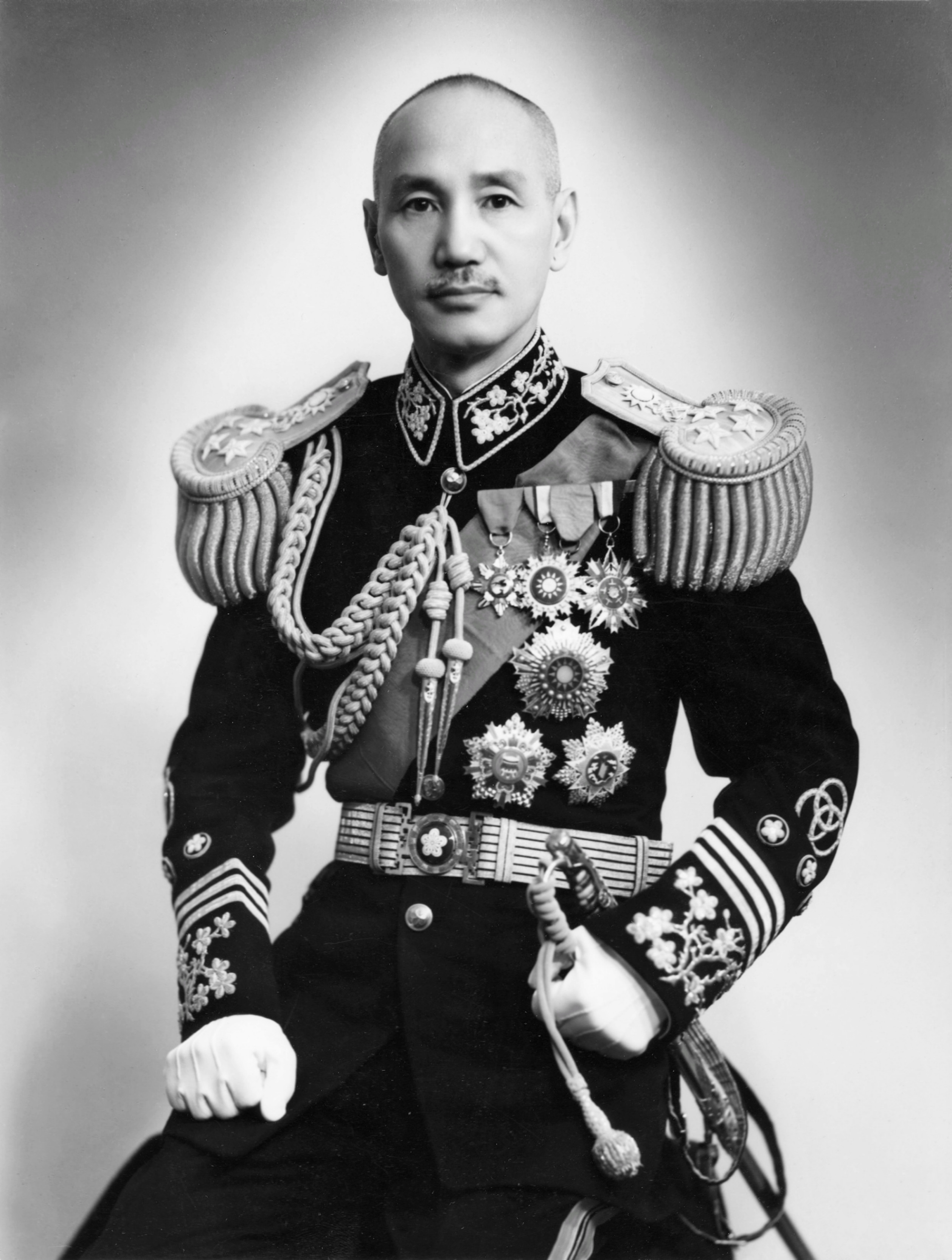
Chiang Kai-shek, Presidente da República da China, de forma intermitente, de 1928 e 1949, e depois de Taiwan de 1950 a 1975.

Assim como Mao, Chiang Kai-shek é considerado uma figura controversa. Seus apoiadores o creditam por ter desempenhado um grande papel durante a vitória dos Aliados da Segunda Guerra Mundial e ter unificado a nação, sendo também um símbolo nacional e uma figura importante na resistência contra os japoneses, os soviéticos e comunistas. Detratores e críticos o denunciam como um ditador, um autocrata autoritário que reprimiu e expurgou seus opositores a todo o custo, com prisões arbitrárias, torturas e assassinatos a todos que não apoiavam o Kuomintang e outros.
O conflito entre o partido nacionalista e o partido comunista continuou, aberta ou clandestinamente, ao longo dos catorze anos da invasão japonesa, apesar da aliança nominal entre ambos os partidos para opor-se aos japoneses em 1937. As forças japonesas cometeram numerosas atrocidades de guerra contra a população civil, incluindo guerra biológica (ver Unidade 731) e a Política dos Três Todos (Sankō Sakusen), sendo os três todos: "Matem Todos, Queimem Todos e Saquem Todos". A guerra civil chinesa continuou após a derrota do Japão na Segunda Guerra Mundial em 1945, após tentativas fracassadas de reconciliação e de solução negociada entre o partido nacionalista e o partido comunista continuou. Em 1949, o PCC já ocupava a maior parte do país.
Westad diz que os comunistas venceram a Guerra Civil porque cometeram menos erros militares do que Chiang, e porque em sua busca por um poderoso governo centralizado, Chiang antagonizou muitos grupos de interesse na China. Além disso, seu partido foi enfraquecido na guerra contra os japoneses. Enquanto isso, os comunistas disseram a diferentes grupos, como os camponeses, exatamente o que eles queriam ouvir, e se cobriram na capa do nacionalismo chinês. Durante a guerra civil, tanto os nacionalistas quanto os comunistas realizaram atrocidades em massa, com milhões de não-combatentes mortos por ambos os lados. Estes incluíram mortes por recrutamento forçado e massacres.
Chiang Kai-shek refugiou-se, com o resto de seu governo, em Taiwan, onde declarou Taipé a capital provisória da República da China. O governo de Chiang em Taiwan foi ditatorial, ele impôs a lei marcial e perseguiu todos os socialistas, críticos e opositores do seu regime na ilha no que ficou conhecido como "Terror Branco". Após evacuar para Taiwan, o governo de Chiang e seus apoiadores continuaram a declarar sua intenção de, um dia, retomar a China dos comunistas. Chiang Kai-shek faleceu em 1975 (um ano antes da morte de seu rival Mao) e foi sucedido pelo filho, Chiang Ching-kuo, que iniciou uma política de liberalização. Em 1977, foi abolida a lei marcial (em vigor desde 1946) e autorizado o funcionamento de outros partidos. A morte de Chiang Ching-kuo, em 1988, acelerou a abertura do regime, sob o comando de Lee Teng-hui. O Partido Nacionalista venceu as eleições de 1992, as primeiras com a participação da oposição. Taiwan é uma democracia semipresidencialista e com sufrágio universal desde o final da década de 1980.
A Era dos Senhores da Guerra e Guerra Civil acelerou o declínio da economia chinesa, que rapidamente declinou em comparação com o produto interno bruto mundial. Embora o padrão de vida dessa era fosse baixo, a taxa de numeramento da população chinesa - um índice que mede as habilidades numéricas de uma sociedade e mostra uma forte correlação com o desenvolvimento econômico posterior - era comparável àquelas dos países do noroeste da Europa e, portanto, entre o mais alto do mundo. A diferença entre o potencial do capital humano do povo chinês e o comparativamente baixo padrão de vida enfatiza o impacto negativo dessa era política e social instável sobre a economia chinesa e também fornece uma explicação para o crescimento econômico explosivo que aparece sempre que a China desfruta de um período de paz interior.

## A China do presente
Com a proclamação da República Popular da China (RPC) em 1 de outubro de 1949, o país viu-se novamente dividido entre a RPC, no continente, e a República da China (RC), em Taiwan e outras ilhas. Cada uma das partes se considera o único governo legítimo da China e denuncia o outro como ilegítimo.
A RPC foi moldado por uma série de campanhas e planos de cinco anos. O plano econômico e social conhecido como Grande Salto Adiante foi um fracasso e causou uma estimativa de 45 milhões de mortes (Grande Fome Chinesa). O governo de Mao realizou execuções em massa de proprietários de terras, instituiu a coletivização e implementou o sistema de campos de Laogai. Execução, mortes por trabalho forçado e outras atrocidades resultaram em milhões de mortes sob Mao. Em 1966, Mao e seus aliados lançaram a Revolução Cultural, que continuou até a morte de Mao, uma década depois. A Revolução Cultural, motivada pelas lutas pelo poder dentro do Partido e pelo medo da União Soviética, levou a uma grande reviravolta na sociedade chinesa.
Os alvos da Revolução eram membros do partido mais alinhados com o Ocidente ou com a União Soviética, funcionários burocratas, e, sobretudo, intelectuais (anti-intelectualismo). Como na intelectualidade se encontravam alguns dos potenciais inimigos da revolução, o ensino superior foi praticamente desativado no país durante a revolução. Foi neste período que se alavancou a produção e distribuição de O Livro Vermelho, a coletânea de citações de Mao que exaltam sua ideologia e professam uma forma de culto à sua personalidade
Em 1972, no auge da ruptura sino-soviética, Mao e Zhou Enlai encontraram-se com o presidente dos EUA, Richard Nixon, em Pequim, para estabelecer relações com os Estados Unidos. No mesmo ano, a RPC foi admitida nas Nações Unidas no lugar da República da China, com filiação permanente ao Conselho de Segurança da ONU.
Uma luta pelo poder seguiu a morte de Mao em 1976. A Camarilha dos Quatro foi presa e culpada pelos excessos da Revolução Cultural, marcando o fim de uma turbulenta era política na China. Deng Xiaoping superou o presidente sucessor de Mao, Hua Guofeng, e gradualmente emergiu como líder de fato nos próximos anos.
Deng Xiaoping foi o líder supremo da China de 1978 a 1992, embora nunca tenha se tornado o chefe do partido ou estado, e sua influência dentro do Partido levou o país a reformas econômicas significativas. O Partido Comunista, em seguida, afrouxou o controle governamental sobre as vidas pessoais dos cidadãos e as comunas foram desmanteladas com muitos camponeses que receberam vários arrendamentos de terra, o que aumentou muito os incentivos e a produção agrícola. Além disso, havia muitas áreas de livre mercado abertas. As áreas de livre mercado de maior sucesso foram Shenzhen. Está localizado em Guangdong e a área livre de impostos ainda existe hoje. Esta reviravolta marcou a transição da China de uma economia planificada para uma economia mista com um ambiente de mercado cada vez mais aberto, um sistema denominado por alguns como "socialismo de mercado" e oficialmente pelo Partido Comunista da China como "Socialismo com características chinesas". O PRC adotou sua constituição atual no dia 4 de dezembro de 1982.
Politicamente, o governo deixou de ser heterodoxamente comunista após a morte de Mao Zedong em 1976, apesar do Partido Comunista continuar no poder. Deng Xiaoping, mesmo não sendo o presidente de direito, foi de fato quem comandou a China durante a década de 1980. Em 1991 Jiang Zemin assumiu a presidência do país, governando até 2003, quando entregou o poder ao seu sucessor, Hu Jintao.
Em 1989, a morte do ex-secretário geral Hu Yaobang ajudou a desencadear os protestos na Praça Celestial naquele ano, durante os quais estudantes e outros fizeram campanha durante vários meses, denunciando a corrupção e a favor de uma reforma política maior, incluindo direitos democráticos e liberdade de expressão. No entanto, eles acabaram sendo derrubados em 4 de junho, quando as tropas e veículos do exército e entraram e forçaram a retirada da praça, com muitas fatalidades. Esse evento foi amplamente divulgado e trouxe condenação e sanções contra o governo em todo o mundo. Um incidente filmado envolvendo um um rebelde desconhecido foi visto em todo o mundo.
O secretário geral do PCC e presidente da RPC, Jiang Zemin, e o primeiro-ministro da China, Zhu Rongji, ambos ex-prefeitos de Xangai, lideraram a República Popular da China pós-Praça Celestial na década de 1990. Sob os dez anos de administração de Jiang e Zhu, o desempenho econômico da RPC retirou cerca de 150 milhões de camponeses da pobreza e sustentou uma taxa média anual de 11,2% de crescimento do produto interno bruto. O país aderiu formalmente à Organização Mundial do Comércio em 2001.
Desde os anos 1990, a RC tem procurado obter maior reconhecimento internacional, enquanto a RPC se opõe veementemente a qualquer envolvimento internacional e insiste na "Política de uma China".

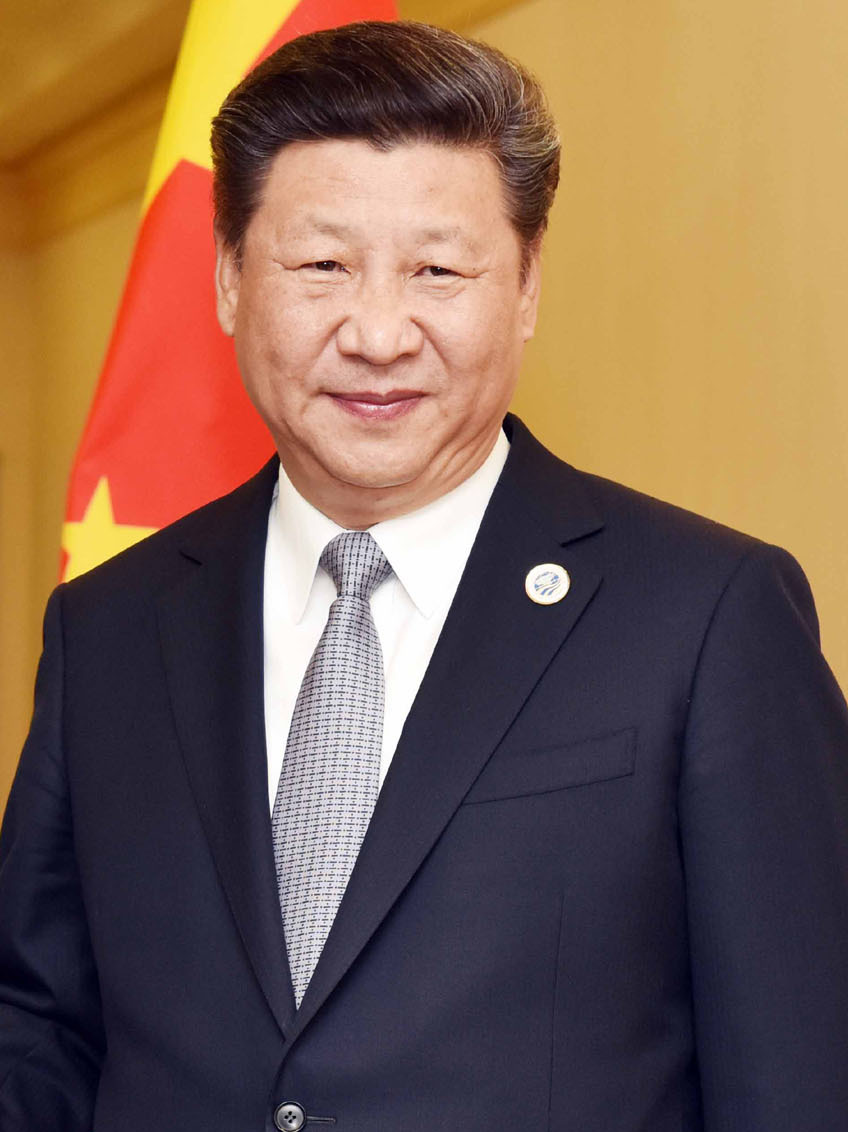
Xi Jinping, atual Presidente da República Popular da China.

Xi Jinping assumiu o cargo de Presidente da China no dia 15 de março de 2013, sucedendo Hu Jintao, na principal sessão legislativa do Congresso Nacional Popular. Em 2013, anunciou a Iniciativa do Cinturão e Rota, um projeto de investimentos em projetos de infraestrutura em diversos países da Ásia, África e Europa, com o objetivo de aumentar a influência econômica da China. Em 2017, foi eleito pelo The Economist o homem mais poderoso do mundo. O conceito de "Sonho Chinês" de Xi Jinping, foi descrito como uma expressão de neonacionalismo. Sua forma de nacionalismo enfatiza o orgulho da histórica civilização chinesa, adotando os ensinamentos de Confúcio e de outros antigos sábios chineses, rejeitando assim a campanha anti-Confúcio de Mao Tsé-Tung.
Em 2018, o parlamento chinês aprovou o mandato vitalício para Xi Jinping.
Embora a RPC necessite de crescimento econômico para estimular seu desenvolvimento, o governo começou a se preocupar com o rápido crescimento econômico que estava degradando os recursos e o meio ambiente do país. Outra preocupação é que certos setores da sociedade não estão se beneficiando suficientemente do desenvolvimento econômico da RPC; Um exemplo disso é a grande diferença entre as áreas urbanas e rurais. Como resultado, segundo o ex-secretário geral do PCC e ex-presidente Hu Jintao e o ex-primeiro-ministro Wen Jiabao, a RPC iniciou políticas para tratar de questões de distribuição equitativa de recursos, mas o resultado não era conhecido a partir de 2014. Mais de 40 milhões de agricultores foram deslocados de suas terras, geralmente para o desenvolvimento econômico, contribuindo para 87 000 manifestações e tumultos em toda a China em 2005. Para grande parte da população da RPC, os padrões de vida melhoraram muito substancialmente e a liberdade aumentou, mas os controles políticos permaneceram apertados e as áreas rurais pobres.
Para a história da China após a Guerra Civil Chinesa, ver História da República Popular da China e História de Taiwan.